# Liste des monoplaces d'essais de Formule 1
Cette page liste toutes les voitures d'essais ou projets abandonnés de Formule 1 depuis 1950.

## Années 1950
Cromard Special 1950-1951
Initialement dénommée Spikins Special, construite sur base d'une Amilcar avec un 6 cylindres suralimenté Lea-Francis 1,5 l. La boîte de vitesses classique est changée par une boîte à présélection ENV et les suspensions sont changées par des Volkswagen. Elle apparaît à la course de côte de Prescott en 1948, à Goodwood en 1948 et dans diverses courses anglaises jusqu'en 1952.
Aston Martin DB3-GP 1951
Première tentative d'Aston Martin en Formule 1 en 1951 avec un châssis de DB3 modifié et un moteur 6 cylindres 2,6 l LB6. Le projet est lancé par un ancien designer d'Auto Union Eberan von Eberhorst mais il désapprouve le fait que le châssis soit celui d'une voiture de sport et annule le projet.
Baird Griffin 1951
Projet de Bobby Baird. Voiture composée de pièces Maserati avec un moteur Griffin dérivé du Maserati 4CL. Devenu obsolète en 1952.
EL Special Ford 1951
Erik Lundgren modifie une Ford Special de Formule 2 pour participer au Grand Prix d'Allemagne 1951.
Clairmonte Special 1951-1952
Premier projet de monoplace de Colin Chapman. D'abord nommée Lotus Mk7. Les frères Clairmonte l'engagent pour fabriquer une F2 Lotus pour le championnat 1952. Le moteur 6 cylindres Riley 2,0 l prévu est détruit avant la construction de la voiture. Le projet est reconverti en voiture de sport avec un moteur Lea Francis.
Nardi Lancia 1952
Monoplace de F2 avec moteur arrière de Lancia Aurelia. Le projet est annulé lorsqu'il est constaté que le V6 manque de puissance.
DB-Panhard Twin Engine 1952
Voiture à deux moteurs 750 cm3, deux boites de vitesses et quatre roues motrices.
Sacha Gordine 1952-1953
Inspirée de la Cisitalia-Porsche. Elle doit participer au Grand Prix de Pau 1953. Testée à Monthléry par Jean Behra et peut être André Simon entre 1952 et 1953.
Alfa Romeo 159 « Back-Seater » 1953
Construite pour tester la position de conduite intensément en arrière, derrière le diffuseur arrière. Elle fut pilotée par Consalvo Sanesi.
MSM Lancia 1953
Formule 2 engagée pour le Grand Prix d'Allemagne 1953. Son pilote, Mauritz von Strachwitz s'étant fait retirer son permis de conduire, il n'est pas autorisé à prendre le départ.
GvB F2 1953
Ce projet était mené par Bobby Kohlrausch. Celui-ci modifie sa GvB de Formule 3 en une Formule 2. Pour cela, il envisage de suralimenter son petit moteur 500 cm3. Kohlrausch meurt d'une crise cardiaque avant le terme du projet GvB F2 que personne ne reprend.
Alfa Romeo 160 1954
Forme de cigare révolutionnaire. Conçu pour tester le nouveau moteur 2,5 l F1 flat-12 qui transmettrait sa puissance aux roues. Le pilote devait être assis derrière le différentiel arrière.
Pegaso Z-105 1954
Conçue avec l'aide de Wifredo Ricart (ex-Alfa Romeo). Elle est inscrite au Grand Prix d'Espagne 1954 sous le numéro 32 mais n'apparaît pas en course. Elle ne dépassa jamais le stade des plans par manque de financement. La voiture devait être basée sur l'Alfa Romeo Tipo 512 avec un moteur central 2,5 l DOHC 4 cylindres 95 × 88 mm avec chambres à combustions hémisphériques et un refroidissement par eau et air. Les suspensions étaient indépendantes et le châssis multitubulaire.
Berkshire Special 1955
Conçu par Geoffrey Crossler, Bruce Adams et John Lloyd. Crossley la pilote lors du Easter Monday Richmond Trophy à Goodwood mais la voiture connait certains problèmes. Des obligations familiales et salariales mettent fin au projet.
Milano Franchini 1955
Conçue par les frères Ruggeri. Équipée d'un moteur flatè8 2,5 l à refroidissement par air fabriqué par Mario Franchini et monté transversalement derrière le pilote. Un manque d'argent empêche la construction complète de la voiture.
Aston Martin DP155 1955-1956

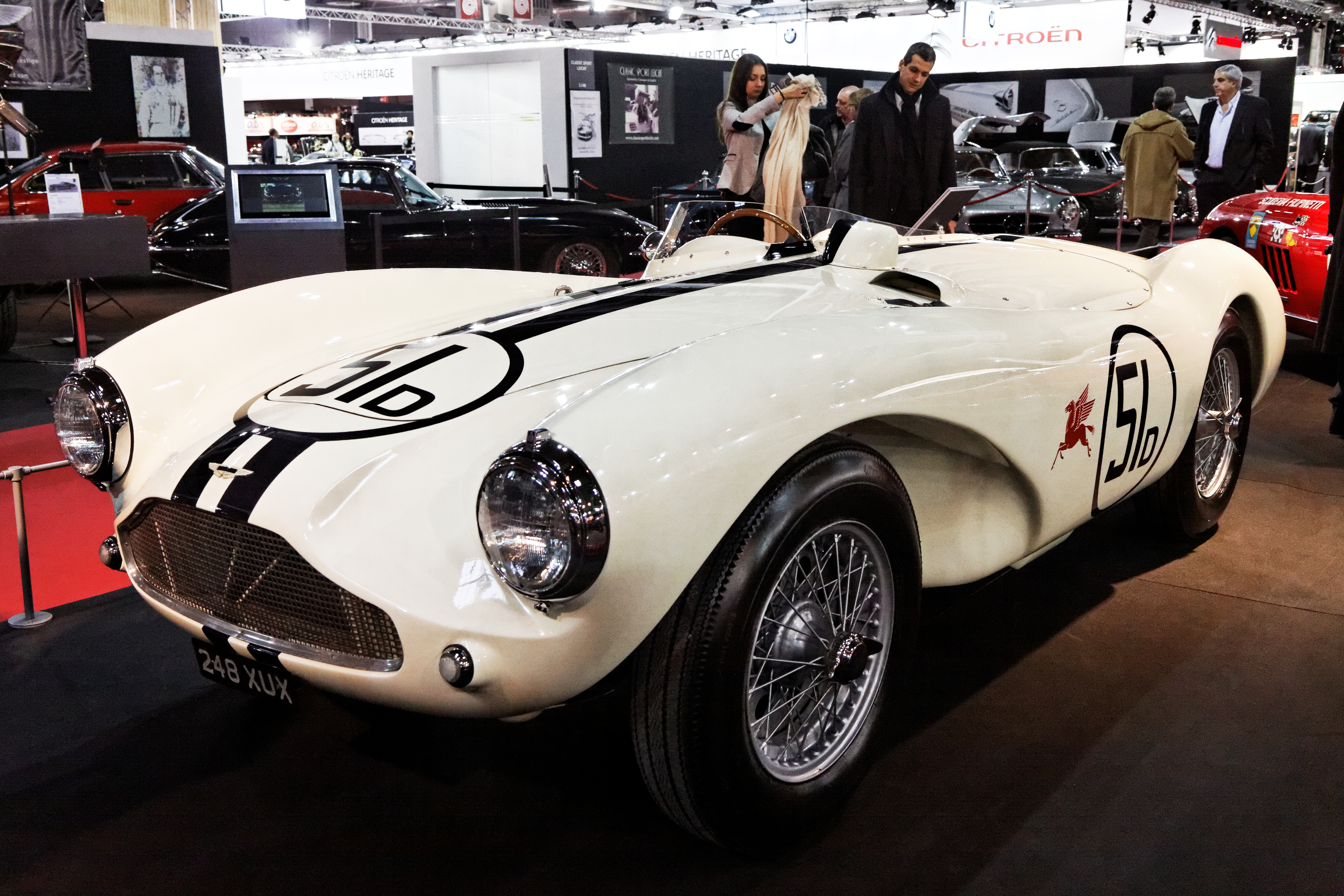
L'Aston Martin DB3S.

Deuxième tentative pour Aston Martin au départ d'un châssis et d'un moteur de voiture de sport. Von Eberhorst s'y oppose toujours mais elle est testée par Reg Parnell à Chalgrove au début de l'année 1955. Elle est emmenée en Nouvelle-Zélande par Parnell, pilote officiel de la firme. Pour ce faire, le moteur de 3,0 l S/c est réduit à la cylindrée 2,5 l conforme à la réglementation F1. Parnell se classe successivement 4ème, 2ème et 3e dans cette série (Lady Wilgram Trophy à Christchurch, NZ Championship Road Race à Dunedin et Southland Centennial Race à Mairehau). La voiture devient par la suite la Geoff Richardson's RRA Special avant d'être retransformée en modèle sport.
Lancia D50A Streamliner Ferrari 1956
Châssis numéro 0006 de la Lancia D50A recarrossé. Il fait son apparition lors des essais du Grand Prix de France 1956 avec Eugenio Castellotti. À cause de l'instabilité en cas de vent de travers, la partie arrière est modifiée sans succès et sans améliorer la rapidité globale de la voiture qui reste inférieure à celle de la concurrence.
Vanwall VW6 Streamliner 1957

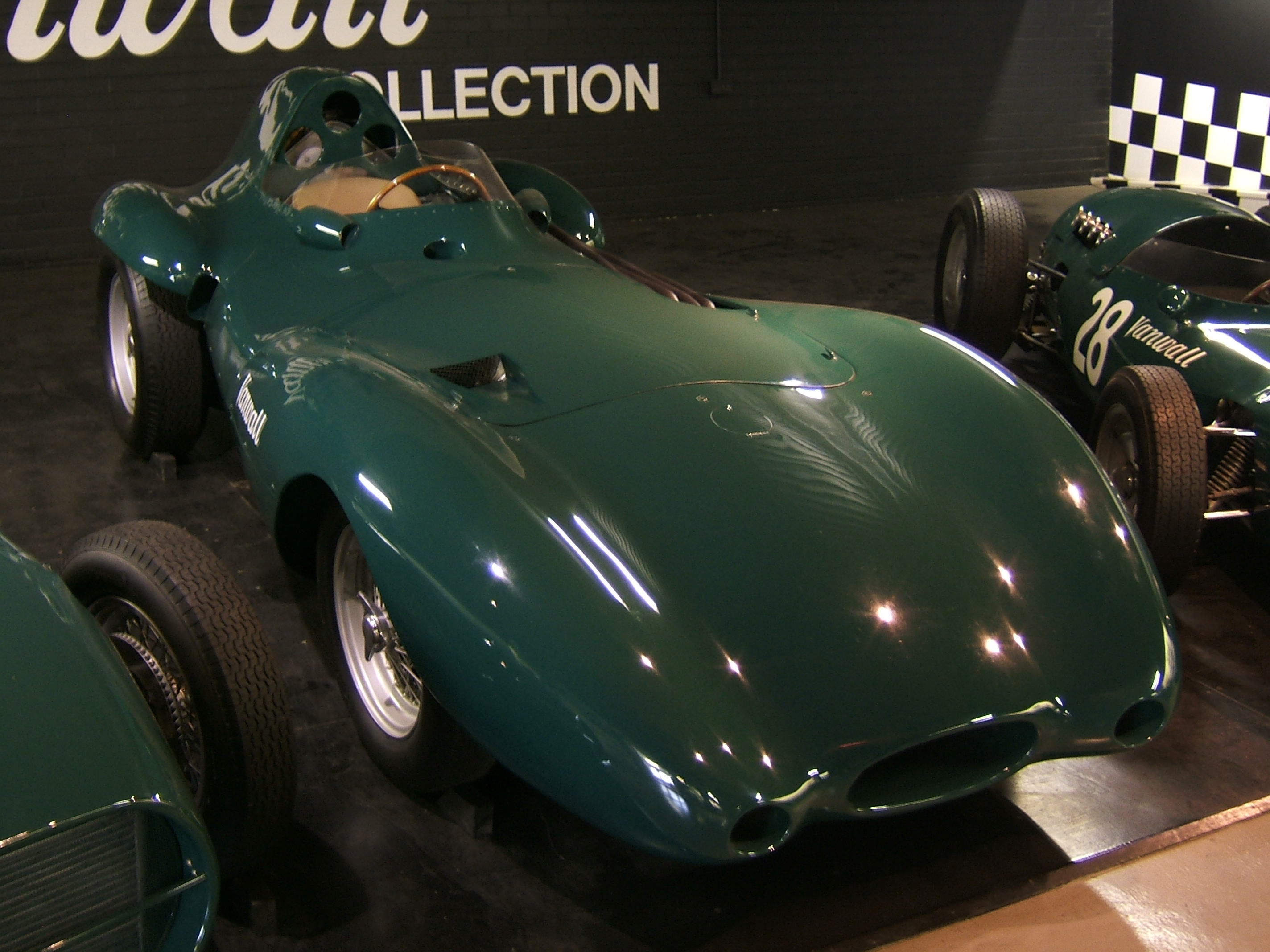
La Vanwall VW6 Streamliner.

Préparé pour le Grand Prix automobile de France 1957 avec Stuart Lewis-Evans et Roy Salvadori mais elle participe uniquement aux essais.
Gleed MG 1958
Construite par Peter Gleed et basée sur un châssis de F3 Cooper MkIV 500C. Elle fut modifiée pour accueillir un moteur MG-R de 750 cm3. Elle participa à une course à Goodwood.
Cooper T51 Streamliner 1959
Testée par Jack Brabham lors du Grand Prix de France 1959 le pilotage délicat mit fin au projet.

## Années 1960
Vanwall VWL12 ou Lotus 18 Vanwall 1960
Lotus 18 (numéro de châssis 901) avec un moteur Vanwall. Elle participe aux essais du Lombard Trophy avec Tony Brooks mais le moteur casse empêchant la voiture de prendre part à la course.
Laystall ??? Climax 1960
Moteur avant Vanwall F2 1,5 l. Testée par Henry Taylor mais préférant les Cooper à moteur arrière, il la pilote lors du Grand Prix d'Allemagne 1960 dans la catégorie F2 et termine treizième à trois tours de Joakim Bonnier, le vainqueur.
Cooper T56 1961
Originellement une Formule Junior.
Ausper Clisby 1961-1962
Voiture à moteur Clisby V6.
De Tomaso 801 1962

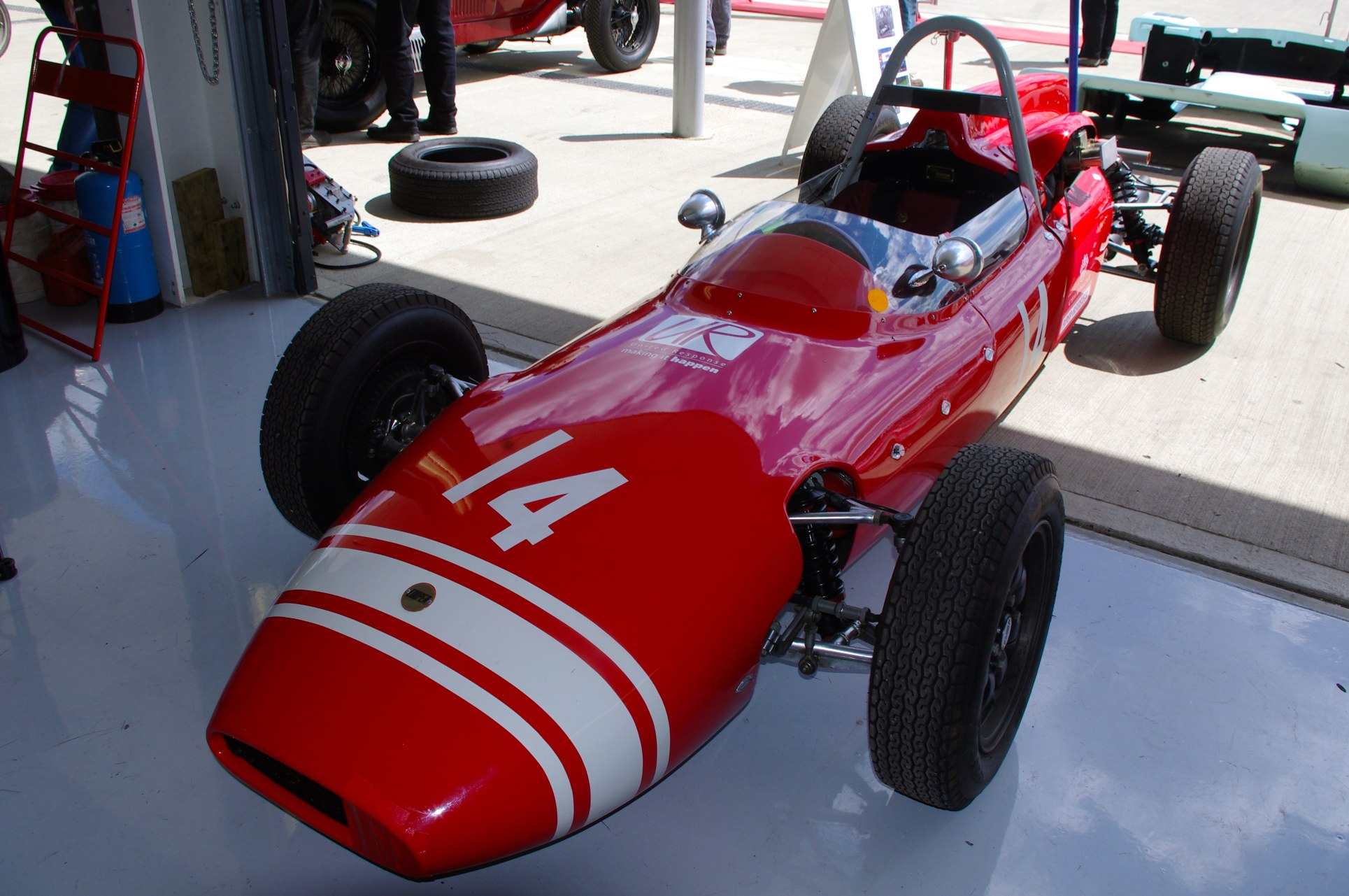
La Cooper T56 à Silverstone en 2011.

Devait être équipée d'un 8 cylindres maison et conduite par Nasif Estefano.
Lotus ??? Honda 1963
Colin Chapman conçoit cette monoplace avec un moteur Honda pour forcer Climax à développer un nouveau moteur pour la saison 1964. Climax met la pression à Chapman pour qu'il abandonne les moteurs Honda. Honda récupère le projet et conçoit sa propre Formule 1 avec un ingénieur Lotus.
Honda 001 1963
La première Honda de F1. Construite en un temps record par un ingénieur venant de l'aéronautique.
Honda RA270 1963-64
Voiture de test, ancêtre de la Honda RA271. Nommée par Soichiro Honda car son moteur 12 cylindres monté transversalement à l'arrière de la voiture atteint 270 ch. De couleur dorée elle roule pour la première fois à Arakawa en février 1964 avant que Jack Brabham ne la conduise à Suzuka. Elle devait prendre part au Grand Prix de Monaco 1964 avant que Honda décide d'utiliser la RA271 en Allemagne. Elle est actuellement exposée au musée Honda.
Willys-Gàvea 1965-1966
Monoplace conçue par la filiale brésilienne de Willys-Overland destinée à la F1, F2 et F3 avec différents moteurs. En 1965 et 1966, en Formule 3 elle avait un moteur Renault et pour pilote un certain Wilson Fittipaldi.
Khadi-8 1967
Formule 1 avec carénage conçue à Kharkov. Son moteur est un 8 cylindres de 1 974 cm3 et 340 ch. Son empattement est de 2 600 mm et elle pèse 560 kg. Grâce à sa vitesse maximale est de 200 km/h, Vladimir Kapsheyev établit le record de vitesse sur 500 m dans la classe des voitures de 5 000 cm3 avec 96,5 km/h mais la voiture est grandement endommagée durant une course. Elle fut restaurée entre 1971 et 1972, avec des grands changements et fut renommée Khadi-10.
Pearce ??? Ferrari et Pearce ??? Martin 1967
Trois voitures sont construites par Chris Pearce en s'inspirant de la Cooper-Ferrari de 1966 : une avec un V12 Ferrari et deux avec un V8 Martin. Celle avec le V12 ne roula jamais et celles avec le V8 sont toutes les 2 détruites, l'une à Brands Hatch pendant des tests et l'autre par un incendie pendant les essais de l'International Trophy de 1967.
Serenissima M1AF 1967
Châssis BRP adapté pour un V8 Serenissima par Alf Francis. On la croise lors de l'Autosprint de février 1967 avec Roberto Bussinello. On parle alors d'une puissance de 335 ch. Elle est testée ensuite sur l'aérodrome de Modène pour préparer le Grand Prix de Syracuse puis le Grand Prix de Monaco 1967. Mais elle n'y participa jamais.
Abarth F1 1967-1968
Utilise une version 3,0 l du V8 2,0 l utilisé en compétition. Cette voiture est inscrite pour le Grand Prix d'Espagne 1968, avec Jonathan Williams mais le projet est abandonné.
Alpine A350 1968
Étude non autorisée par Renault. Mue par un V8 Renault-Gordini. Testée par Mauro Bianchi à Zandvoort mais il s'avère que le moteur était 100 ch moins puissant que le Ford-Cosworth DFV.
Lotus DFW 58 Cosworth 1968

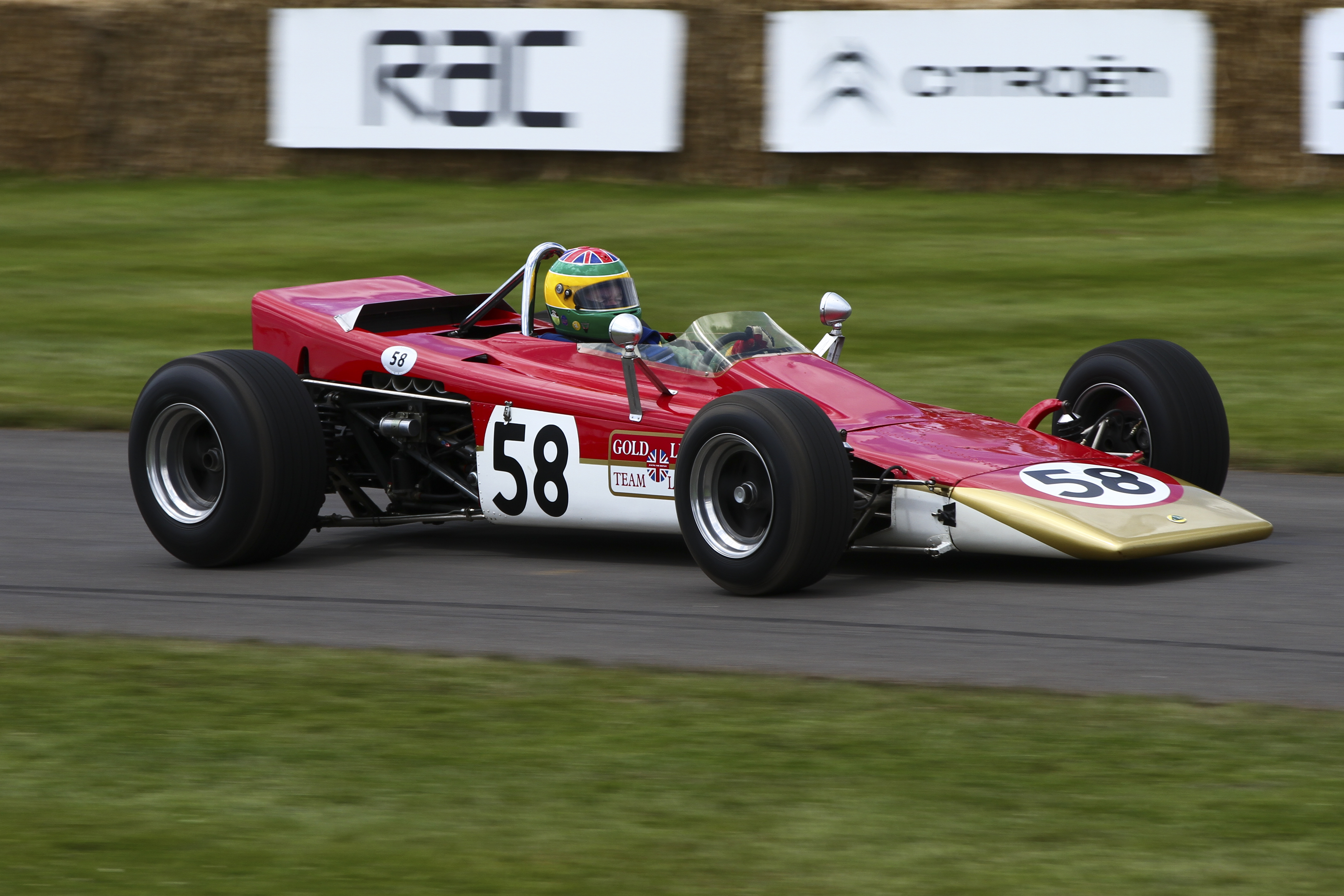
La Lotus 58.

Basée sur le châssis de la Lotus 57 (Formule 2) avec un moteur Cosworth DFW et une boîte de vitesses ZF.
Matra MS11 4WD 1968
Dessinée par Jean-Louis Caussin, cette monoplace 4 roues motrices est dotée d'un système hydraulique utilisant 2 essieux tubulaires courbés pour transmettre la puissance des roues arrière aux roues avant. Cependant, il n'était pas au point et cause beaucoup de problèmes en raison de son grand poids. Après quelques tests en mai 1968, le projet est déclaré non viable.
Ginetta G20 BRM 1968-1969
Tentative de Ginetta d'entrer en F1 avec un moteur BRM.
Cooper T86C Alfa Romeo 1969
Voiture en projet avant la faillite de Cooper et le retrait d'Alfa Romeo en 1968. Elle fut seulement testée par Lucien Bianchi à Silverstone.
BRM P142 1969
Voiture à effet de sol conçue par Peter Wright qui devait courir avant que John Surtees cause des conflits internes par son arrivée. Peter Wright, Tony Rudd et John Surtees décidèrent de développer davantage la BRM P138 avant de construire la P142. L'idée refait surface au milieu des années 1970 avec la Lotus 78.
Cosworth 4WD 1969

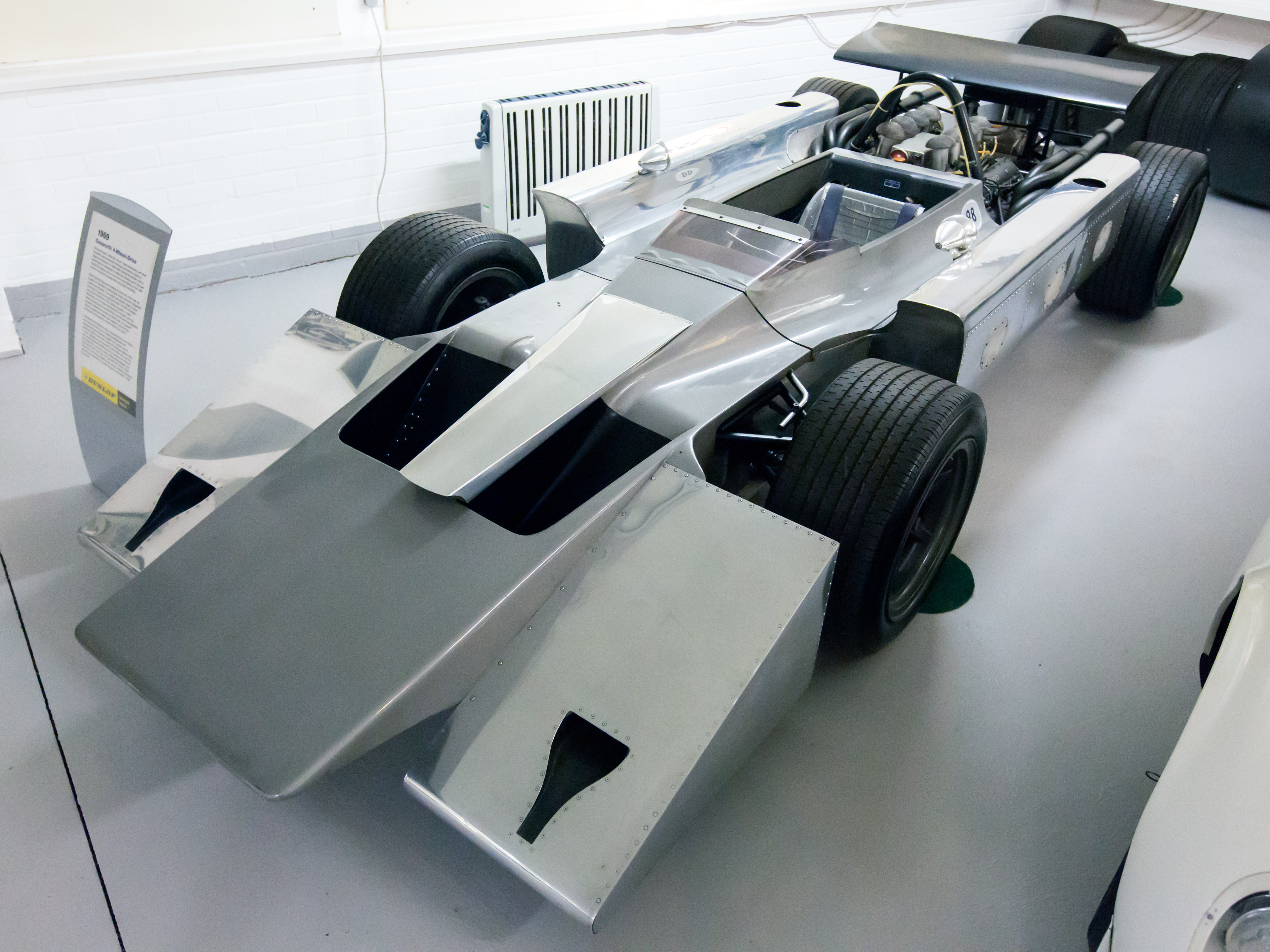
La Cosworth 4WD.

Voiture conçue comme un mulet pour tester le nouveau moteur maison, elle est pilotée par Trevor Taylor et Mike Costin.
Ferrari Sigma 1969

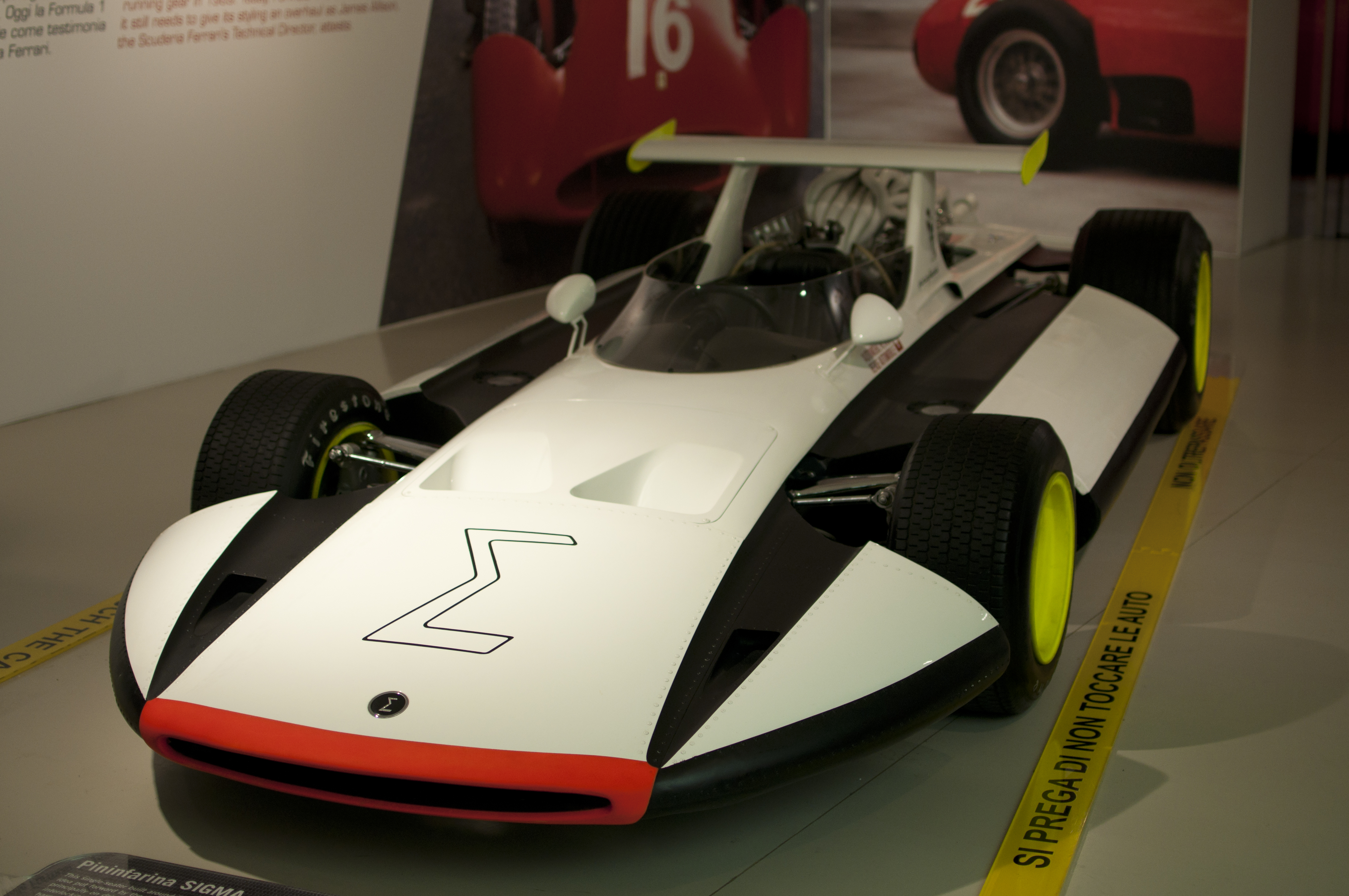
La Ferrari Sigma.

Concept de Pininfarina pour imaginer la F1 du futur. Elle est composée d'une cellule de survie pour le pilote, un réservoir d'essence multi-couche, des extincteurs de bord et des pontons en saillie sur les roues arrière pour éviter leur blocage. Poids de 590 kg.

## Années 1970
Matra MS11/12 1970
Mulet pour tester le moteur MS12 destiné à la Matra MS120 basé sur un châssis de MS11 et présentée au Salon de l'automobile de Paris 1970. Elle gagne la course de côte du Mont-Dore cette même année.
Khadi-10 1970-1971

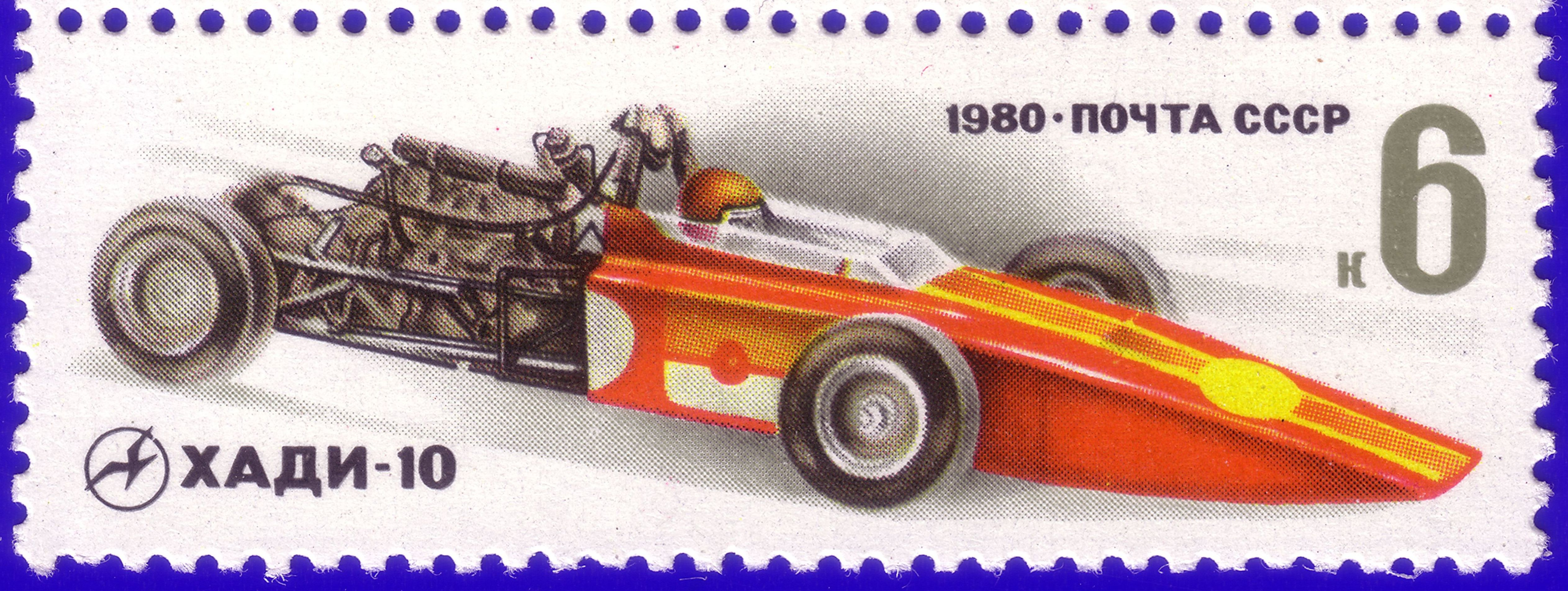
La Khadi-10 sur un timbre.

Vladimir Nikitin, patron de Khadi présente cette monoplace conforme au règlement 3 litres de la Formule 1 au début des années 1970. La voiture est basée sur un autre projet sans suite, la Khadi-8 de 1967 et était mue par un petit moteur de 250 ch, incomparable face aux DFV de 500 ch, ce qui l'empêche de courir.
Brabham BT39 Weslake 1972
Basée sur la Brabham BT39 courant en Formule 2 mais avec de plus gros réservoirs de carburant et un nez avec double radiateur comme sur la BT34. Elle est mue par un V12 Weslake et est testée à l'été 1972, sans grande satisfaction.
Arno 016L Tecno, Arno 016L Alfa Romeo 1972-1974
Monoplace conçue par Arno van Dijk afin d'avoir une équipe néerlandaise en F1. Les premiers dessins ont commencé en 1972 et en 1973, la voiture est présentée lors du Trophée des Dunes de Zandvoort le 30 août. À ce moment elle est dôtée d'un moteur de Ford GT40 prélevé sur une F5000. Il devait être remplacé par un V8 ou V12 Tecno mais ce moteur ne fut jamais produit. On revoit la voiture lors d'un carnaval cette même année. En décembre, le projet refait surface pendant l'exposition Jochen Rindt avec des rumeurs liant la voiture avec un moteur Alfa Romeo et une inscription au Grand Prix d'Espagne 1974 et Peter van Zwan à son volant mais ces rumeurs s'avérèrent des mensonges et la voiture ne courra jamais.
Lyncar 004 1973
Voiture à moteur Ford Cosworth.
Rondel RJ42 Cosworth 1973
Voiture de F1 conçue à partir d'une F2 Rondel. Devenue Motul RJ42 puis Token RJ42 et enfin Safir RJ02.
Ferrari 312B3 « Spazza Neve » 1973

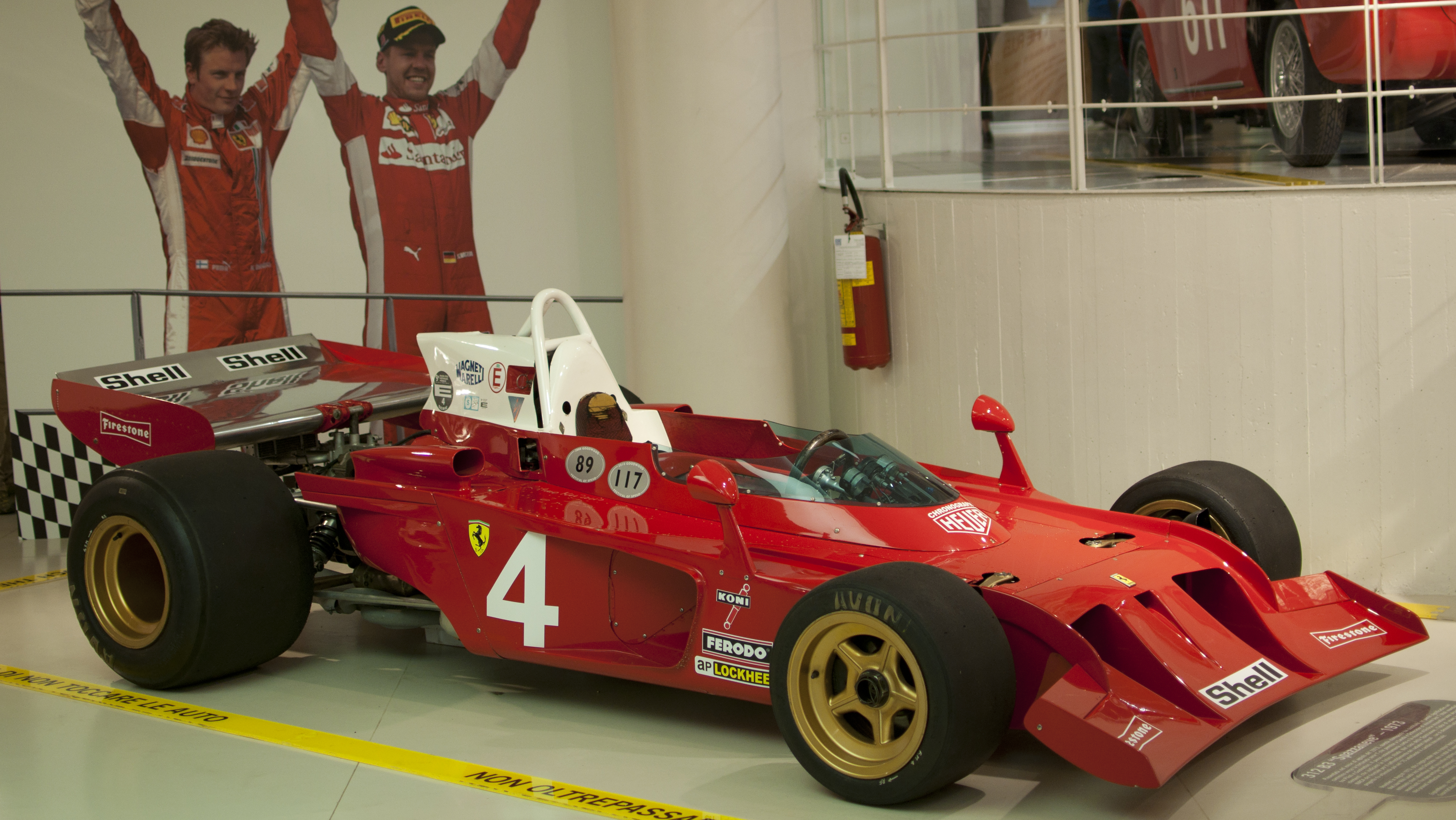
La Ferrari 312B3 Spazzaneve.

Conçue par Mauro Forghieri, elle doit être pilotée par Arturo Merzario mais il est limogé avant pouvoir l'utiliser. Niki Lauda qui voit la monoplace demande la conception d'une nouvelle F1 avant le premier Grand Prix de la saison.
Tecno E731 1973
Dessinée par Gordon Fowell et Alan Philipps du bureau de conception Goral, cette voiture s'inspire de la Amon AF101. Abandonnée après les essais catastrophiques du Grand Prix de Grande-Bretagne 1973.
Madi-01 1973
Conçue par S. Gess-de-Kalve et inspirée de la Lotus 72. Propulsée par un moteur GAZ-21-14 de 2 998 cm3 de seulement 125 ch. Elle a un empattement de 2 280 mm, un poids de 736 kg et une vitesse maximale de 204 km/h.
Bizzarini ??? Cosworth 1974
Présentée au Salon automobile de Turin 1974 par Giotti Bizzarini comme la première F1 monocoque au monde. Elle n'est jamais achevée.
Dywa ??? Cosworth 1974
Dydo Monguzzi voulait d'abord créer un ensemble boîte-moteur Cosworth/Hewland qu'il vendrait ensuite pour la F1. La qualité de son travail est saluée par Romolo Tavoni (ex-Ferrari), cette voiture est ensuite convertie au spécifications de la F5000 de 1975 avec un moteur Chevrolet. Elle court à Zolder et Brands Hatch avec Luigi Cevasco.
Copersucar 1 1974
Modèle de travail avant la conception de la Copersucar FD01.
Berta 1 Ford 1974-1975
Projet conçu par l'argentin Oreste Berta et Maritò Garcia. Elle est inspirée des modèles de F5000 produit par la firme et fut essayée sur circuit dès février 1975. Luis di Palma et Nestor Garcia-Veiga l'essayent également. Le moteur devait être un Ford Cosworth DFV modifié par l'écurie mais trop fragile, pratiquement tout le stock de l'équipe est détruit pendant les essais. L'équipe s'inscrit pour les Grands Prix du Brésil et d'Argentine de 1975. Les fonds viennent à manquer et malgré le prêt d'un moteur par Wilson Fittipaldi, l'équipe ne prend pas part aux essais par crainte de casser le moteur et de ne pas pouvoir le rembourser.
Lola T370 Alfa Romeo, Hill GH2 Alfa Romeo 1974-1975
En décembre 1974, une Lola T370 est modifiée pour accueillir un flat-12 Alfa Romeo, donne lieu à des rumeurs sur une association entre Hill et Alfa Romeo, bien que les négociations ne soient jamais confirmée. La Hill GH2 est conçue pour accueillir ce même moteur mais Bernie Ecclestone obtennant la fourniture exclusive des moteurs Alfa Romeo pour Brabham, Graham Hill ne put jamais obtenir les moteurs escomptés.
Hill GH2 Cosworth 1975

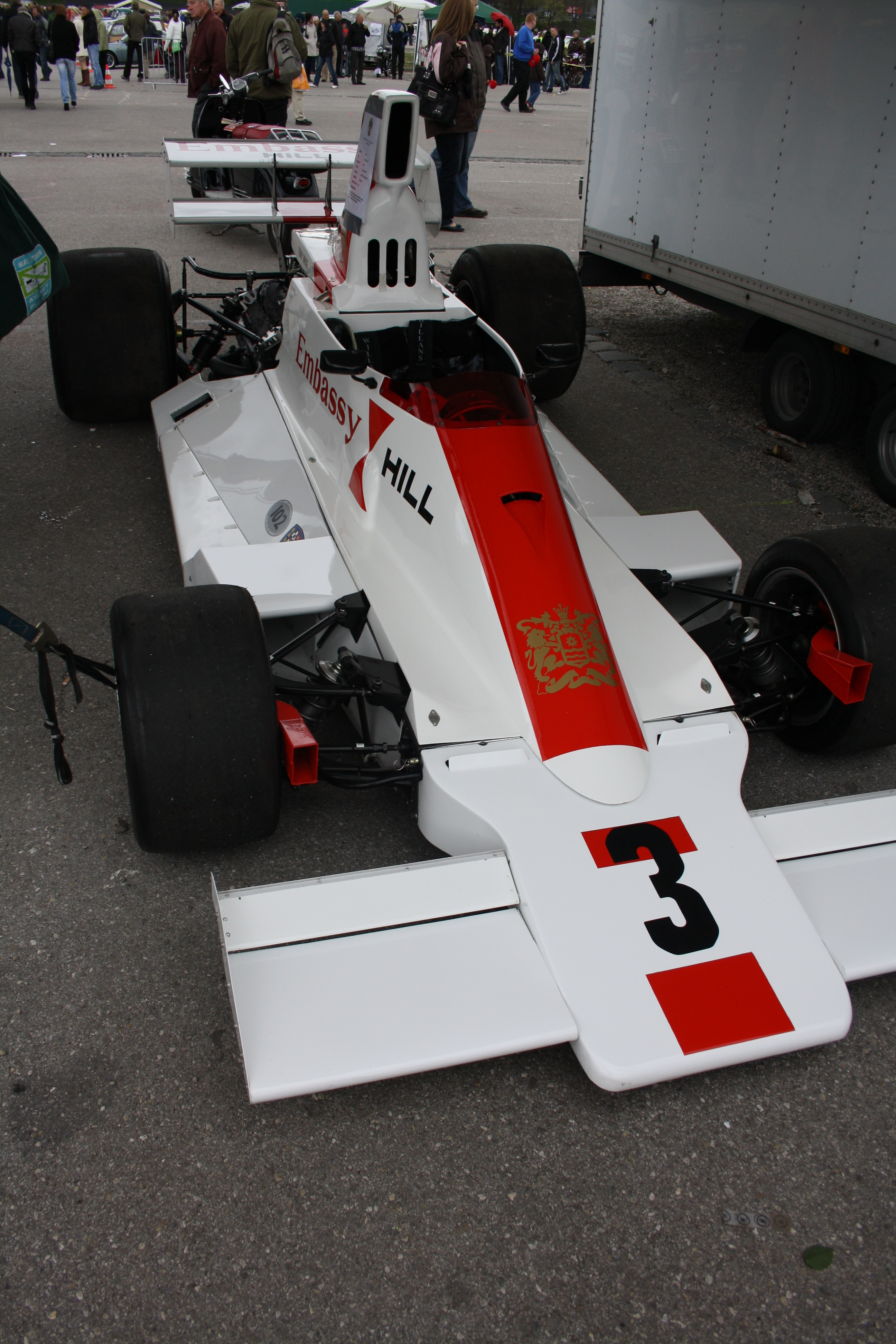
La Hill GH-2.

Dessinée par Andy Smallman. Devait être pilotée par Tony Brise mais l'accident d'avion de Graham Hill, Andy Smallman et Tony Brise met un terme au projet en novembre 1975 malgré des essais prometteurs sur le Circuit Paul Ricard.
Van Hool ??? Cosworth 1975
Monoplace conçue par le belge Van Hool et largement inspirée par la Ferrari 312T2.
Ganley 001 Cosworth 1975
Construite à la main par Howden Ganley à Windsor avec deux moteurs Cosworth DFV sous la main mais le projet est abandonné et servit de base au projet Tiga de Tim Schenken.
Colombo 1175 1975
Dessinée par Gioacchino Colombo, dispose de 8 roues (4 roues étroites en tandem sur chaque essieu) qui tournent indépendamment l'une de l'autre. L'idée était d'améliorer le coefficient de traînée, la sécurité et la stabilité.
Surtees TS18 Cosworth 1976
Monoplace devant succéder à la Surtees TS16 (en), dessinée par Mike Pilbeam. Remplacée par la TS19 de Ken Sears qui reprend l'idée de Gordon Murray de la répartition du poids.
Alpine A500 Renault 1976
Voiture dessinée par André de Cortanze pour tester le turbo de Renault. Plus connue sous le nom de « Le Laboratoire ».
BRM 6 roues 1977
Tentative de BRM de se sauver de la faillite et de dépasser les Shadow. Elle devait être pilotée par Jean Pierre Jarier mais il s'engage chez ATS puis Ligier. Elle est dôtée de 4 roues à l'arrière et 2 à l'avant.
March 2-4-0 Cosworth 1977

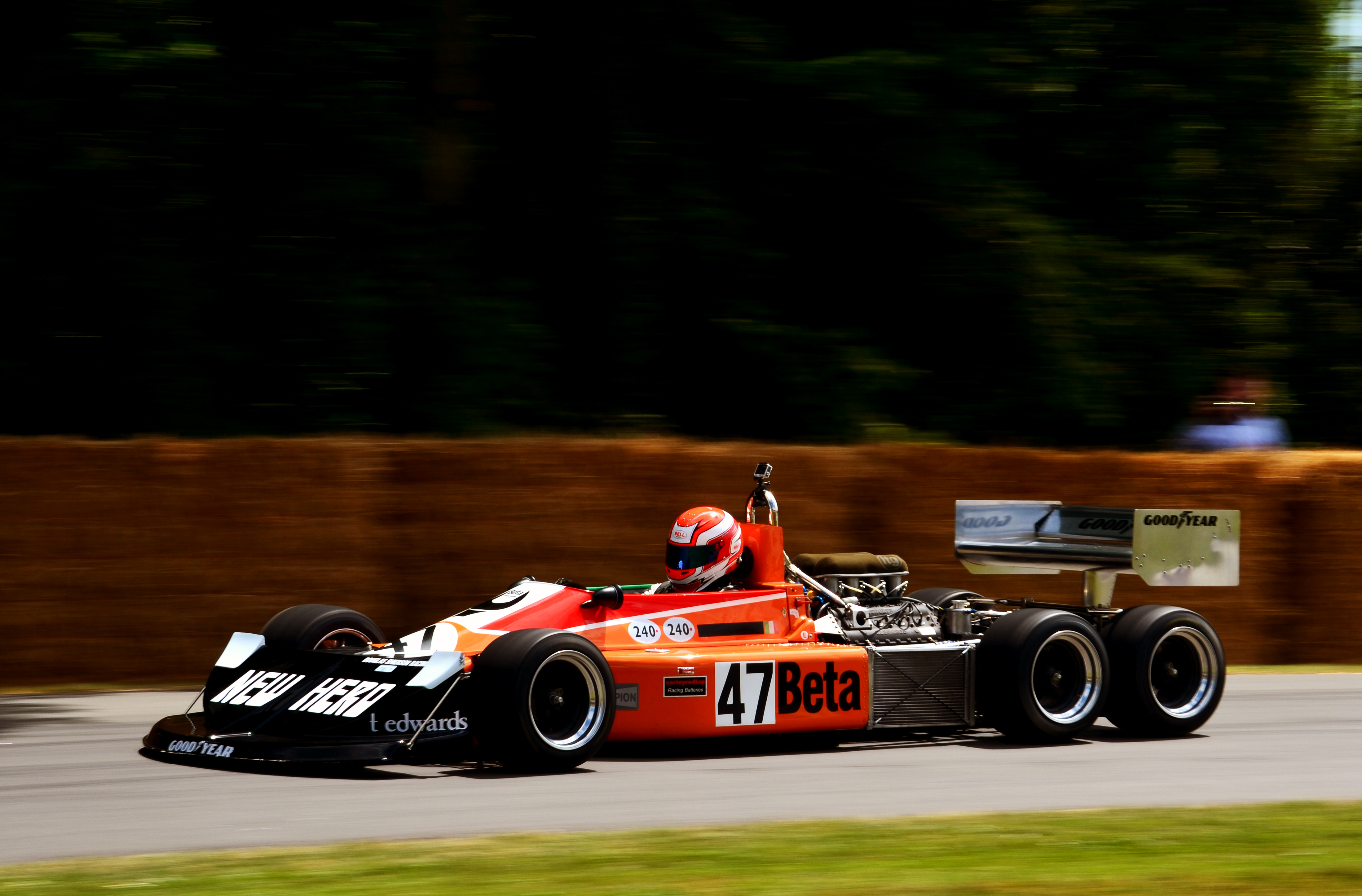
La March 2-4-0.

Voiture à 6 roues créée par Wayne Eckersley afin d'obtenir des sponsors pour 1978, en vain. Testée par Howden Ganley. Le premier essai devant la presse est catastrophique.
Ferrari 312T6 1977
Voiture 6 roues dont 4 jumelée à l'arrière. Testée à Fiorano par Niki Lauda et Carlos Reutemann.
McLaren M26E Cosworth 1978
McLaren M26 avec effet de sol testée par James Hunt lors des essais libres du Grand Prix de Grande-Bretagne 1978.
Brabham BT47 Alfa Romeo 1978
Développement de la Brabham BT46B.
Dywa 08 Cosworth 1979
Seconde tentative de Dydo Monguzzi d'entrer en F1, présentée en 1979 au Motor Sud Salerno et qui prend la forme d'une véritable aile. La voiture devait être pilotée par Alberto Colombo (en) pour le Grand Prix de Belgique 1979.
Kojima KE009B Cosworth 1979
D'abord lancé par Willi Kauhsen avant qu'il ne décide de se lancer lui-même en F1. Gianfranco Brancatelli devait piloter la voiture pour le Grand Prix du Japon 1979. Keke Rosberg teste la voiture sur le Fuji Speedway mais le projet n'a pas de suite.
Kauhsen WK Cosworth 1979
Tentative ratée de Klaus Kapitza de fabriquer une voiture-aile qui ressemblait fortement à la Lotus 79 et qui devait lancer la carrière de Gianfranco Brancatelli. Elle est vendue à Arturo Merzario qui développa la Merzario A4 sur sa base.
Merzario A2 Cosworth 1979

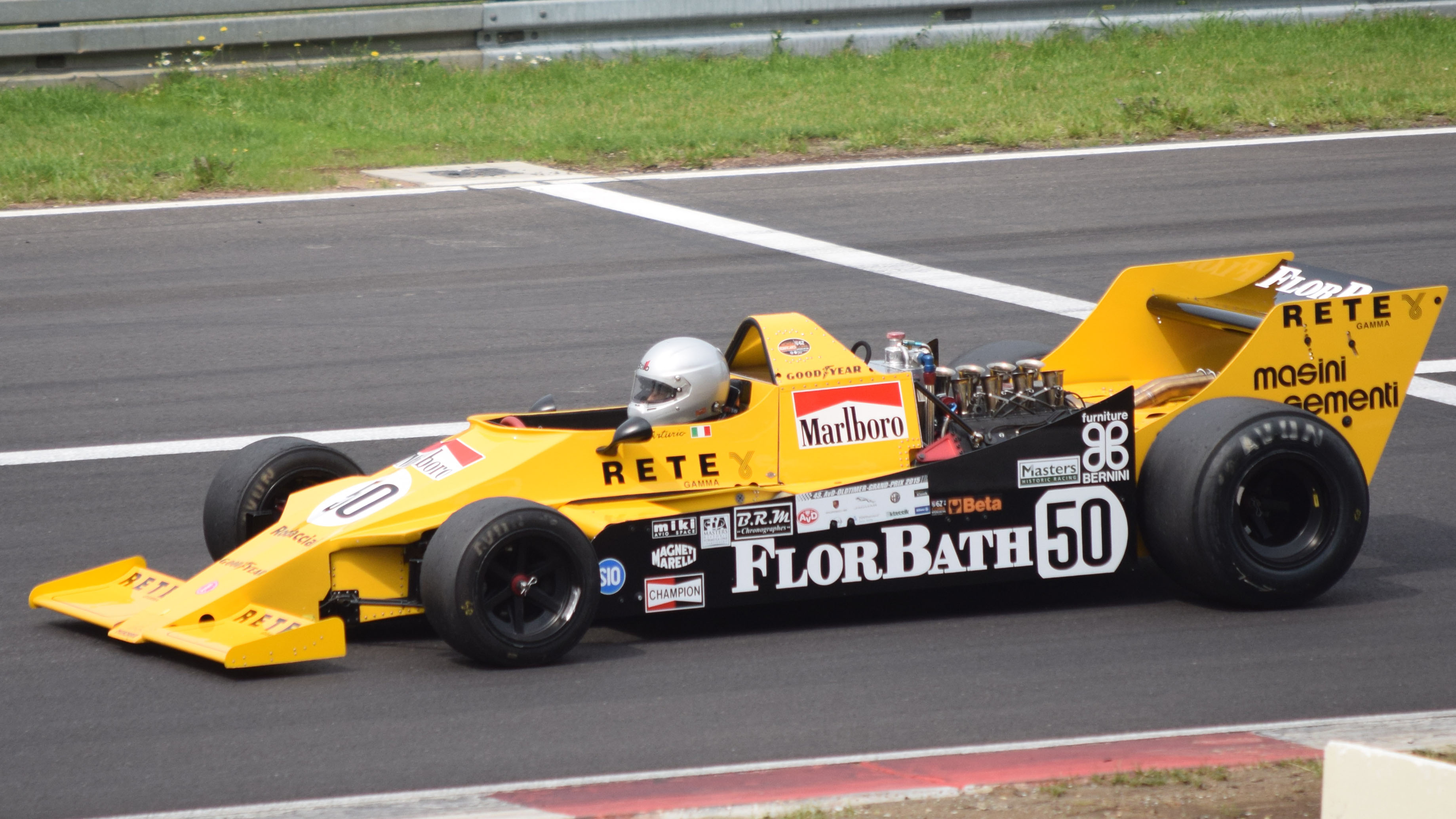
La Merzario A2.

Venant à la suite de la Merzario A1B, pilotée par Arturo Merzario et Gianfranco Brancatelli. Ils tentèrent de la qualifier par 4 fois sans succès.
BRM P230 1979
Voiture-aile conçue par Aubrey Woods (en) pour le championnat Aurora AFX et Bourne by CTG Racing. Elle roule sous le nom de Jordan-BRM quand John Jordan rachète la voiture. Elle est testée par Neil Bettridge à Donington, puis vendue aux États-Unis et transformée en véhicule CanAm.

## Années 1980
Lotus 86 Cosworth 1980
Voiture expérimentale à double châssis sur base de Lotus 81. Testée mais jamais engagée en course.
Dywa 010 Cosworth 1980
Troisième tentative de Dydo Monguzzi. Engagée lors de la manche à Monza du championnat Aurora mais seulement pour les essais aux mains de Piercarlo Ghinzani et Maurizio Flammini, puis, plus tard de Peo Consonni. Elle est également engagée lors de la manche monégasque du championnat F3000, sans grand succès.
Lotus 88 et 88B Cosworth 1981

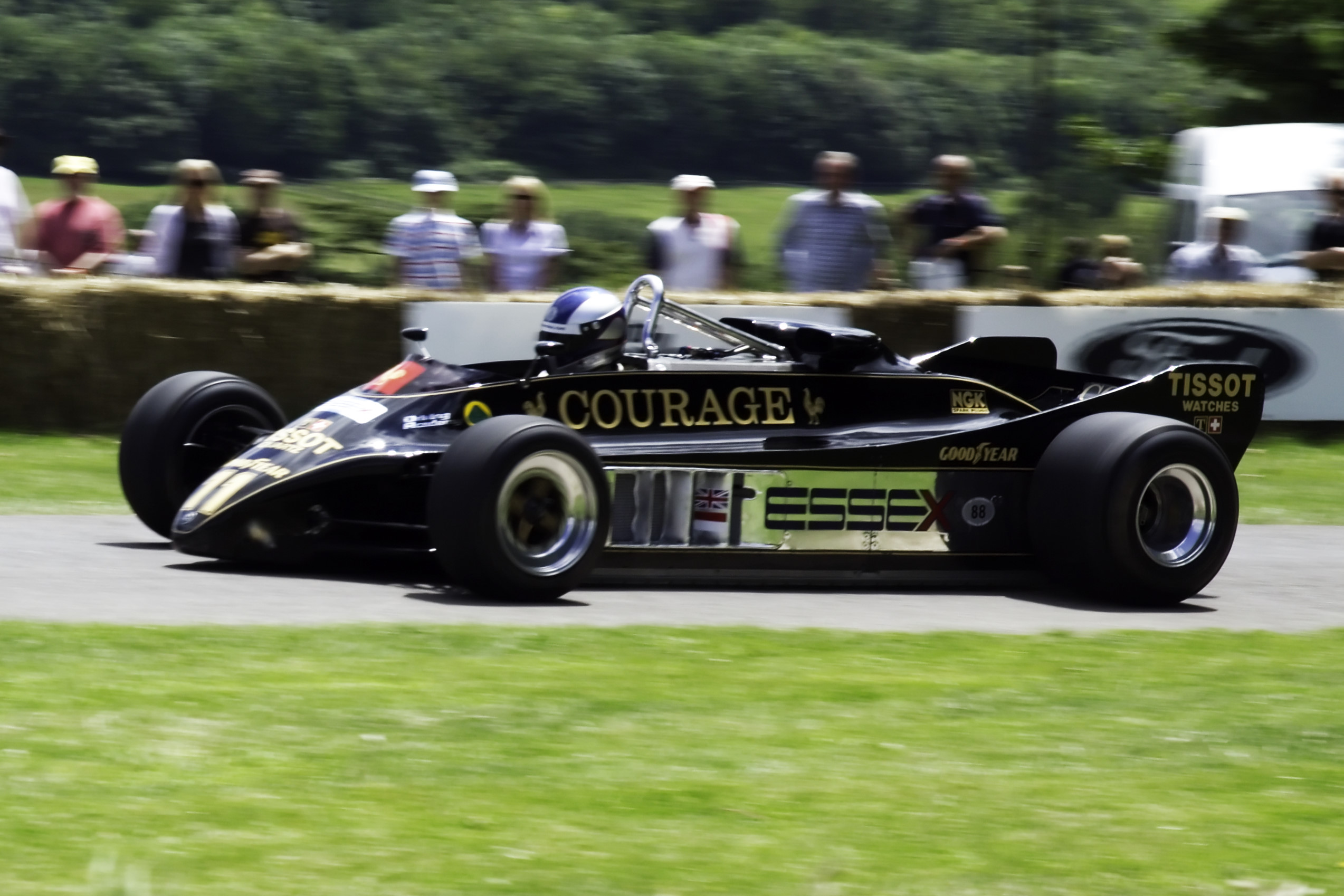
La Lotus 88B.

Voiture à double châssis engagée pour le Grand Prix automobile de Grande-Bretagne 1981 avant d'être bannie par la FIA à l'issue des essais libres.
Williams FW07D Cosworth 1981
Voiture à six roues testée au Paul Ricard et Croix-en-Ternois en novembre 1981 par Jonathan Palmer, Keke Rosberg et Alan Jones.
Williams FW08D Cosworth 1982

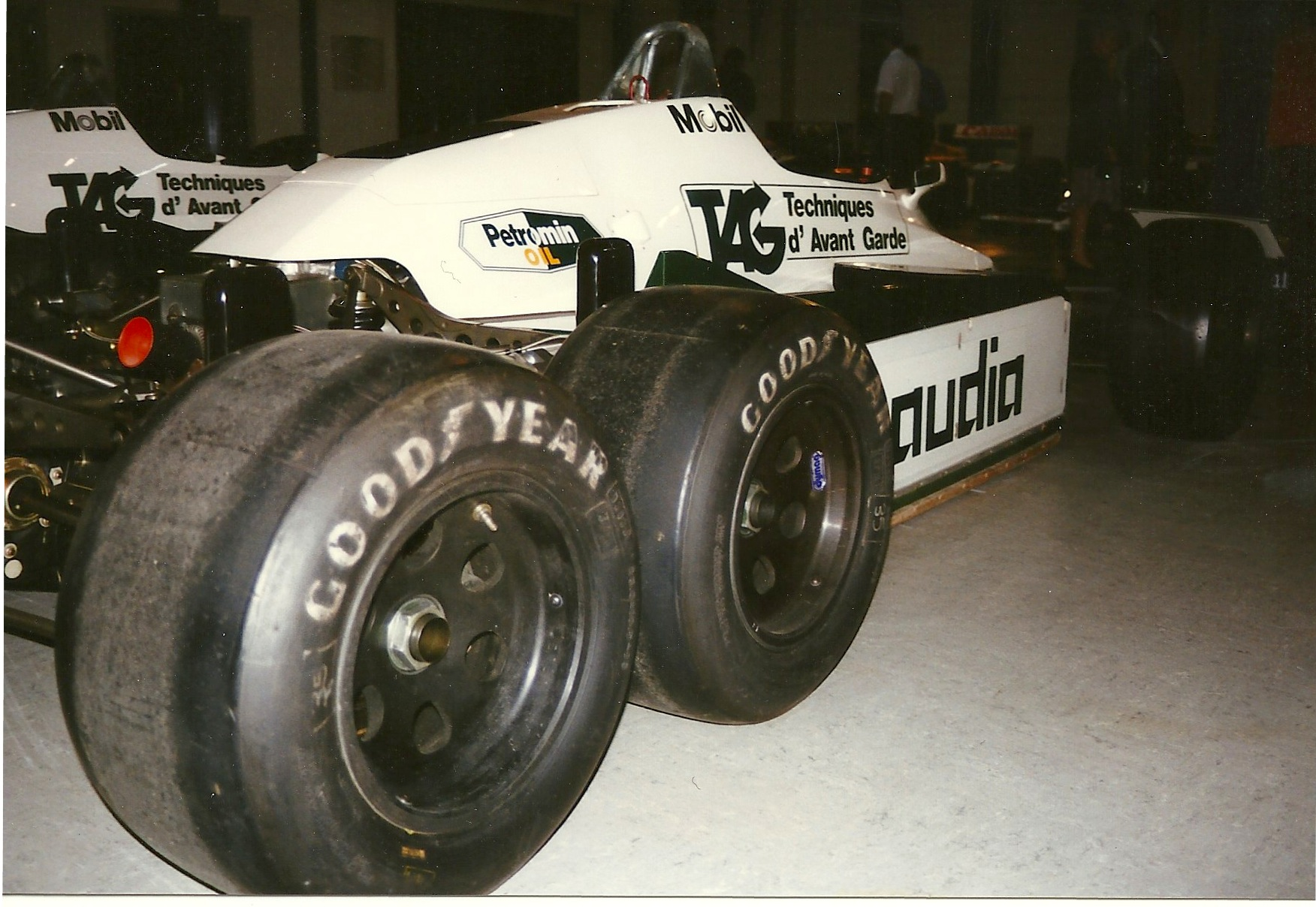
La Williams FW08D.

Voiture à 6 roues et effets de sol testée par Rosberg au Paul Ricard mais les 6 roues furent bannies par la FIA.
Alfa Romeo 179T 1982
Alfa Romeo 179 modifiée pour accueillir le moteur 890T, 1,5 l Turbo V8 à 90° et inscrite pour les essais du Grand Prix automobile d'Italie 1982.
Alfa Romeo 182T 1982
Alfa Romeo 182D modifiée pour accueillir le moteur 890T est testée lors des essais du GP d'Italie. Ensuite convertie en 183T pour les essais de fond plat.
Fittipaldi FD10 1983
La faillite de l'écurie d'Emerson Fittipaldi met un terme au développement de cette monoplace avec un aérodynamisme intéressant. Elle est conçue par Richard Divila et Adrian Newey.
McLaren MP4/1D Porsche 1983
Monoplace pour les tests du moteur TAG Porsche.
Minardi M184 Alfa Romeo 1984
Voiture testée avant que l'écurie ne signe l'accord avec Motori Moderni.
Ferrari 126C4-M2 1985

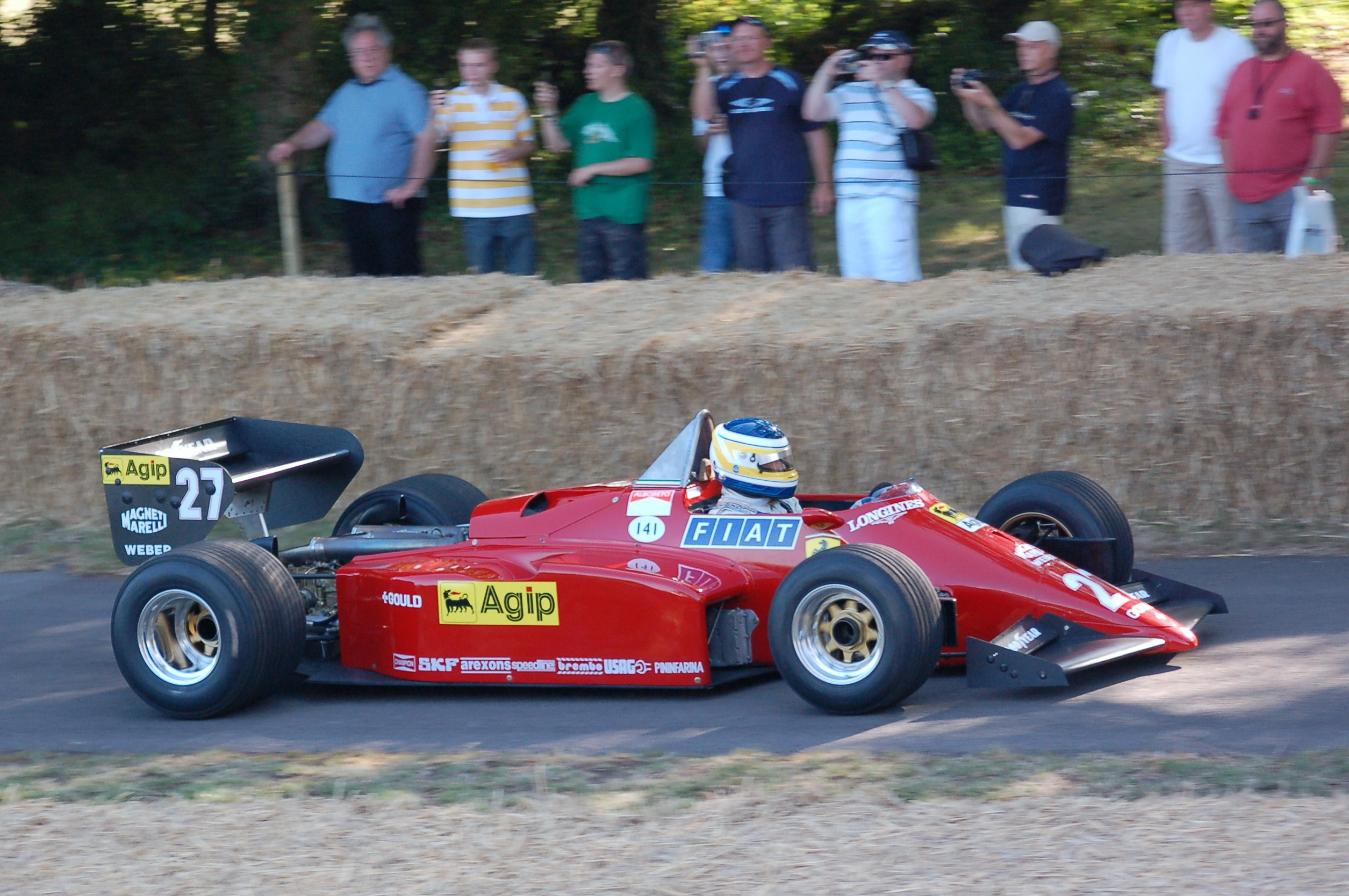
La Ferrari 126C4-M2.

Monoplace de 1984 développée et testée par Johnny Dumfries à Fiorano en mars 1985.
RAM 04 Cosworth 1986
Version B de la RAM 03 avec moteur Hart qui ne peut courir en F1 à cause du retrait de RAM de la discipline. Elle court donc en F3000 avec un moteur DFV aux mains de James Weaver et Eliseo Salazar.
Alfa Romeo 185 1987
Conçue pour tester le moteur à 4 cylindres turbo destiné à Ligier.
Ligier JS29 Alfa Romeo 1987
Alfa Romeo rompt le contrat avec Ligier après que René Arnoux qualifie le moteur de mauvais. Alfa Romeo est donc remplacé par Megatron.
Williams FW11C Judd 1987
Conçue avant que le V6 Honda ne remplace le V8 Judd.
Ferrari 639 1988
Conçue comme mulet pour la Ferrari 640.
McLaren MP4/4B Honda 1988
Mulet pour tester le V10 Honda 3,5 l.
Williams FW12B/FW12R Renault 1988
Mulet pour tester le moteur Renault 3,5 l.
Reynard 89M Honda 1989
Conçue par Adrian Reynard. Châssis de F3000 avec des roues de la taille de celles d'une F1, moteur V8 3,5 l Mugen et qui est utilisée pour tester les pneus Bridgestone.
Minardi M189 Subaru 1989
Conçue initialement pour tester les moteurs Motori Moderni rebadgés avec Paolo Barilla, Gianni Morbidelli et Pierluigi Martini.
AGS JH22 MGN 1989
Accueille un moteur W12 conçu par Guy Nègre. Il est monté sur un châssis AGS afin de le tester. On le retrouve plus tard en course d'endurance sous le nom Norma M6.

## Années 1990
Zakspeed 891B Yamaha 1990

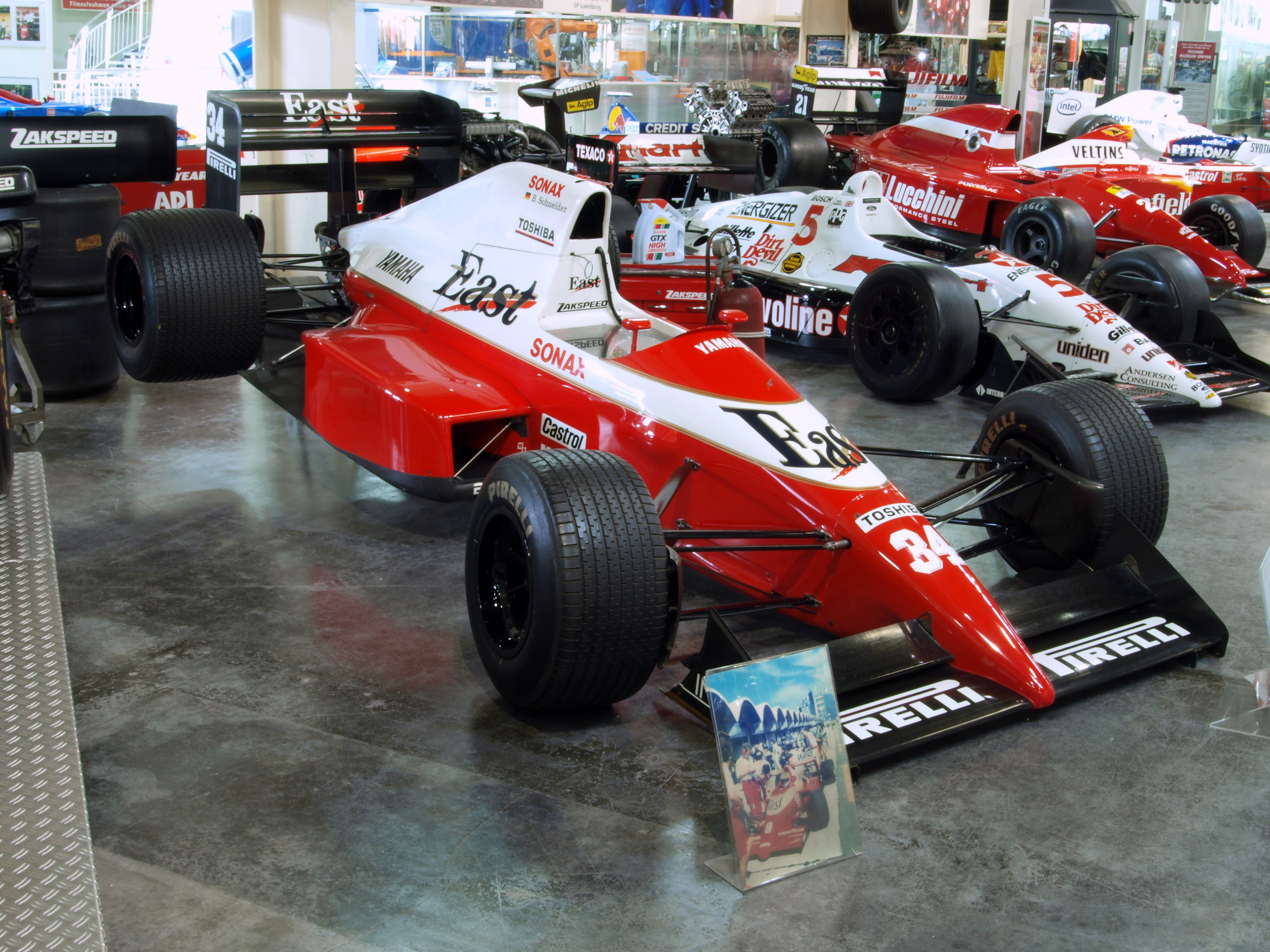
La Zakspeed 891B.

Tentative de collaboration infructueuse entre Zakspeed et Yamaha.
Honda RC101 et RC101B 1990

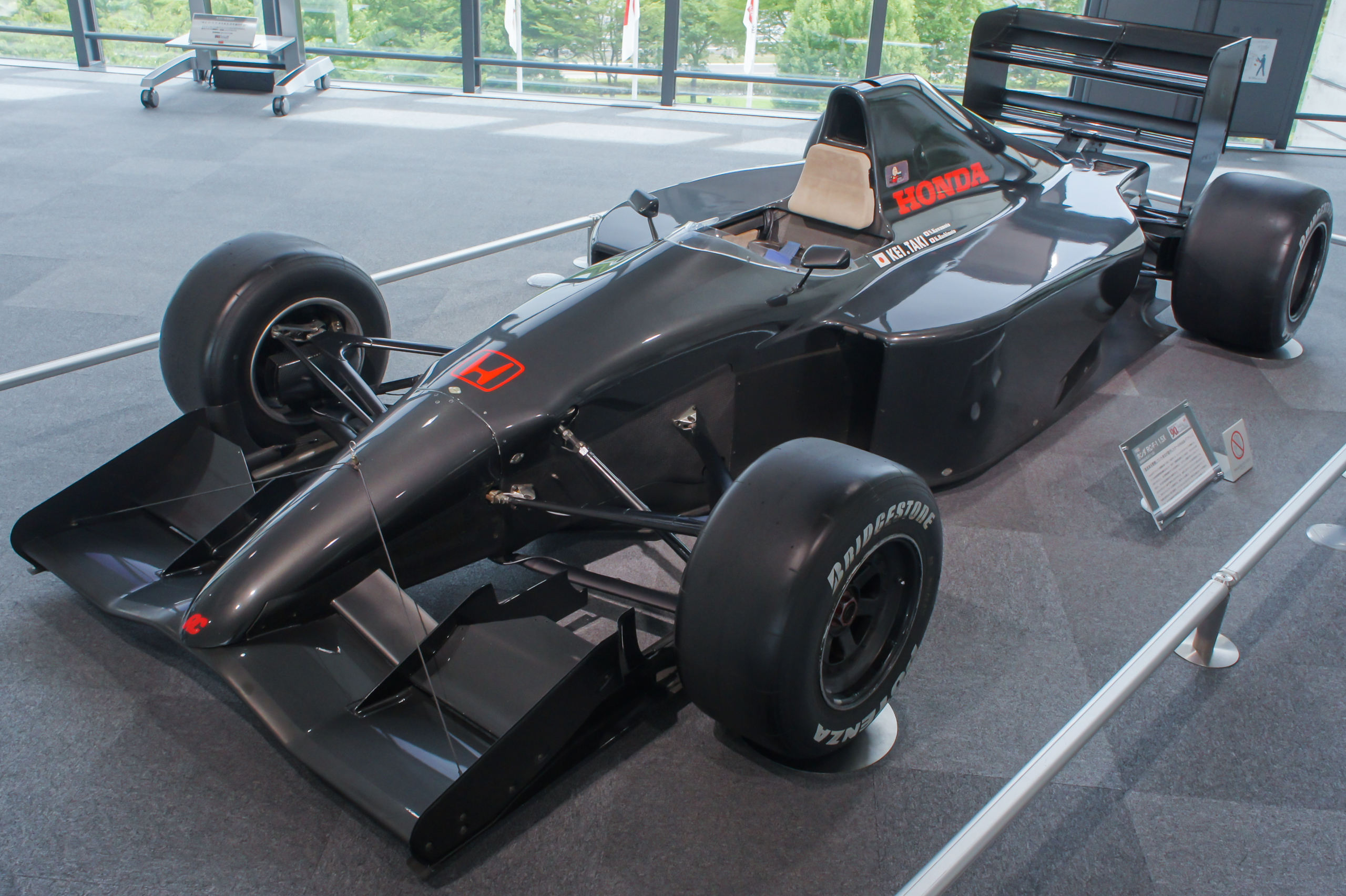
La Honda RC101.

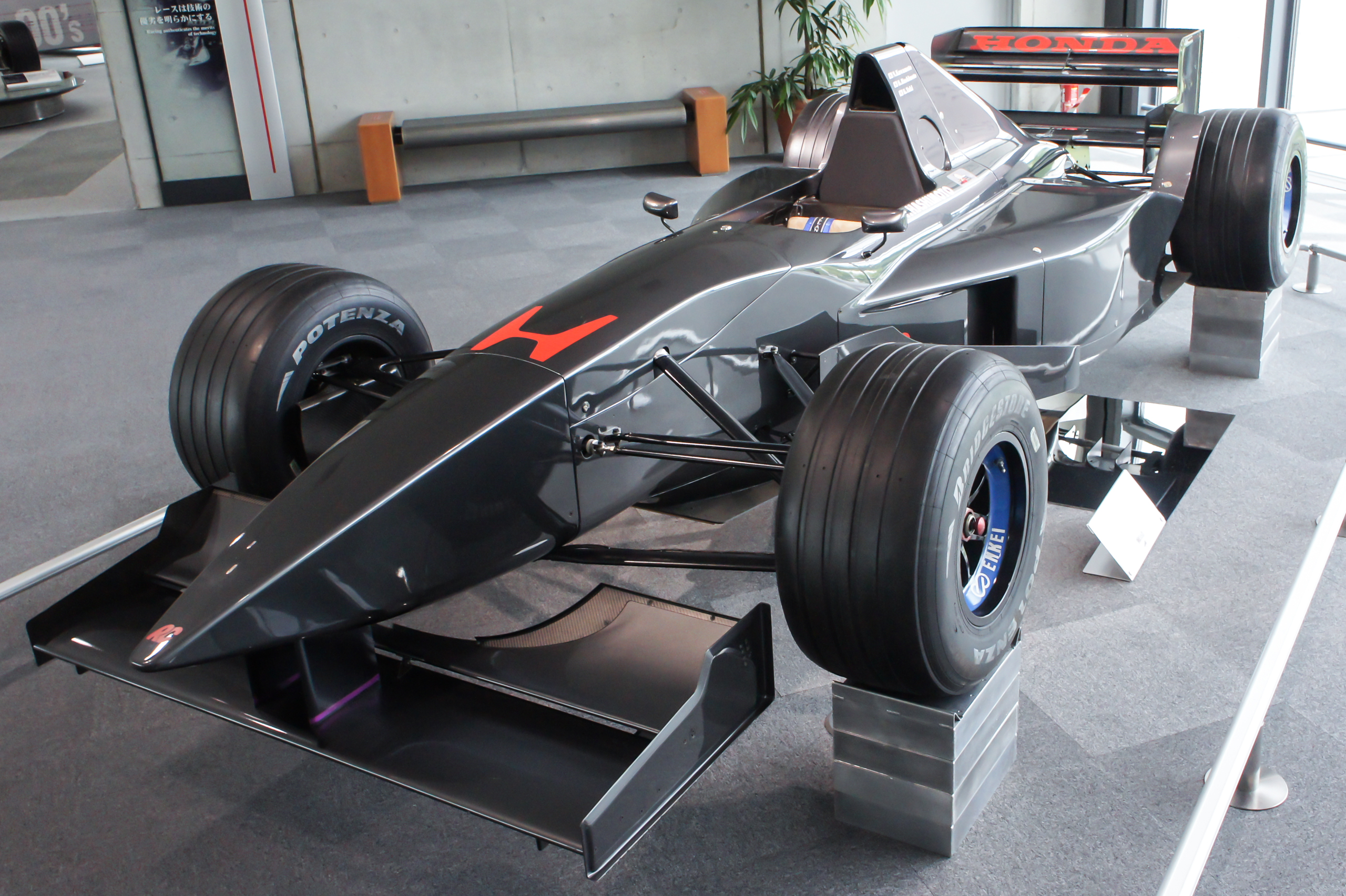
La Honda RC101B.

Conçues pour entraîner les ingénieurs Honda. Elles furent pilotées par Satoru Nakajima à Suzuka.
Coloni C3C Subaru 1990

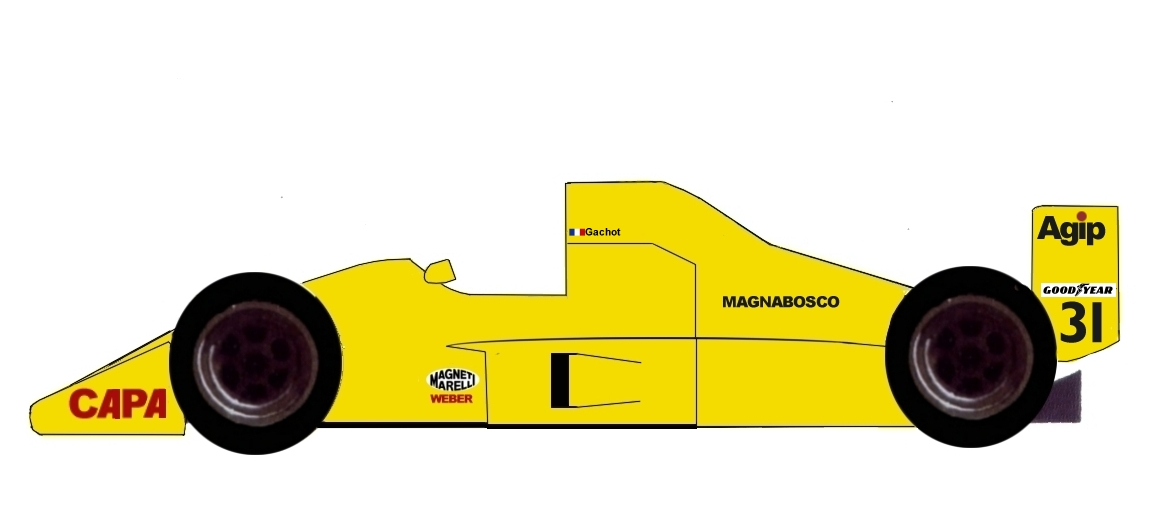
Dessin de la Coloni C3C.

Cette monoplace devait succéder à la C3B mais elle est uniquement testée, le manque d'argent empêchant tout développement ultérieur.
Brabham BT58Y Yamaha 1990
Brabham BT58 modifiée pour accueillir le moteur Yamaha OX99 et testée par Ukyo Katayama.
Tyrrell 018 Mugen 1990-1991
Voiture utilisée par Bridgestone pour tester ses pneus. Elle a un moteur Mugen Honda MF358 V8. Elle est pilotée par Volker Weidler.
Jordan 911 1990-1991
La première Jordan Grand Prix utilisée pendant l'intersaison 1990-1991 et conduite par John Watson.
Il Barone Rampante 1991
Tentative de la brillante écurie de F3000 d'accéder à la F1 en tant que Benetton bis. Enrique Scalabroni a même été débauché de Lotus pour permettre à ce projet de se réaliser. Cette écurie devait équiper ses voitures, non pas par des V8 Ford comme Benetton mais par des V12 Jaguar. Une rumeur prétendait même que cette équipe allait remplacer Tyrrell.
Lotus 102C Isuzu 1991

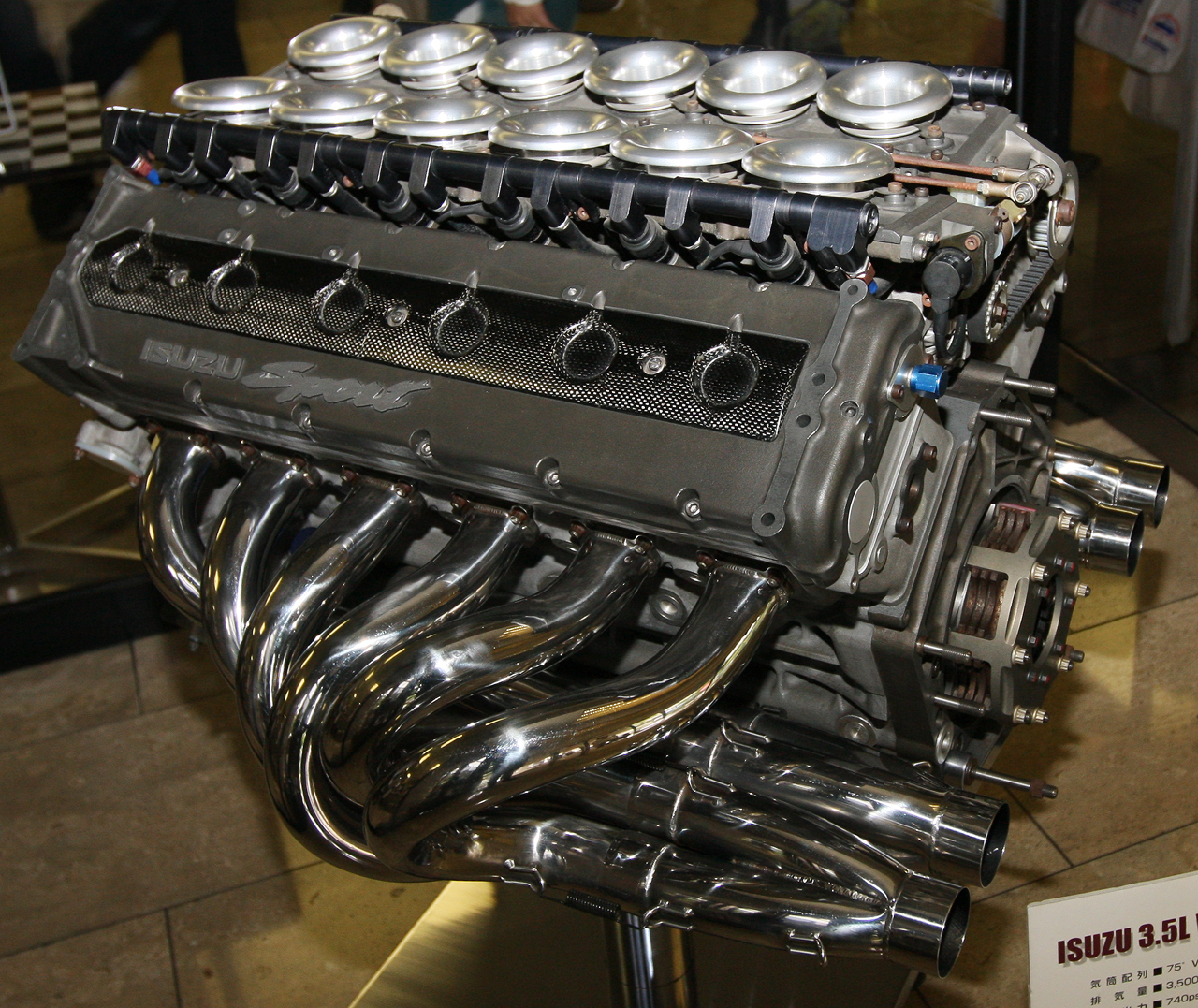
Le moteur Isuzu P799WE devant mouvoir la Lotus 102C.

Projet issu des brèves discussions entre Lotus et Isuzu.
GLAS ??? Lamborghini 1991
Gonzalez Luna Auto Scuderia devait être une écurie mexicaine avec Mauro Baldi et Giovanni Aloi. Cette monoplace devint la Lamborghini 291, mais avec comme pilotes Nicola Larini et Eric Van de Poele.
BMW S192 1991
Étude réalisée par Simtek pour le compte de BMW. Elle devient l'Andrea Moda S921.
Coloni C4 Ford 1991

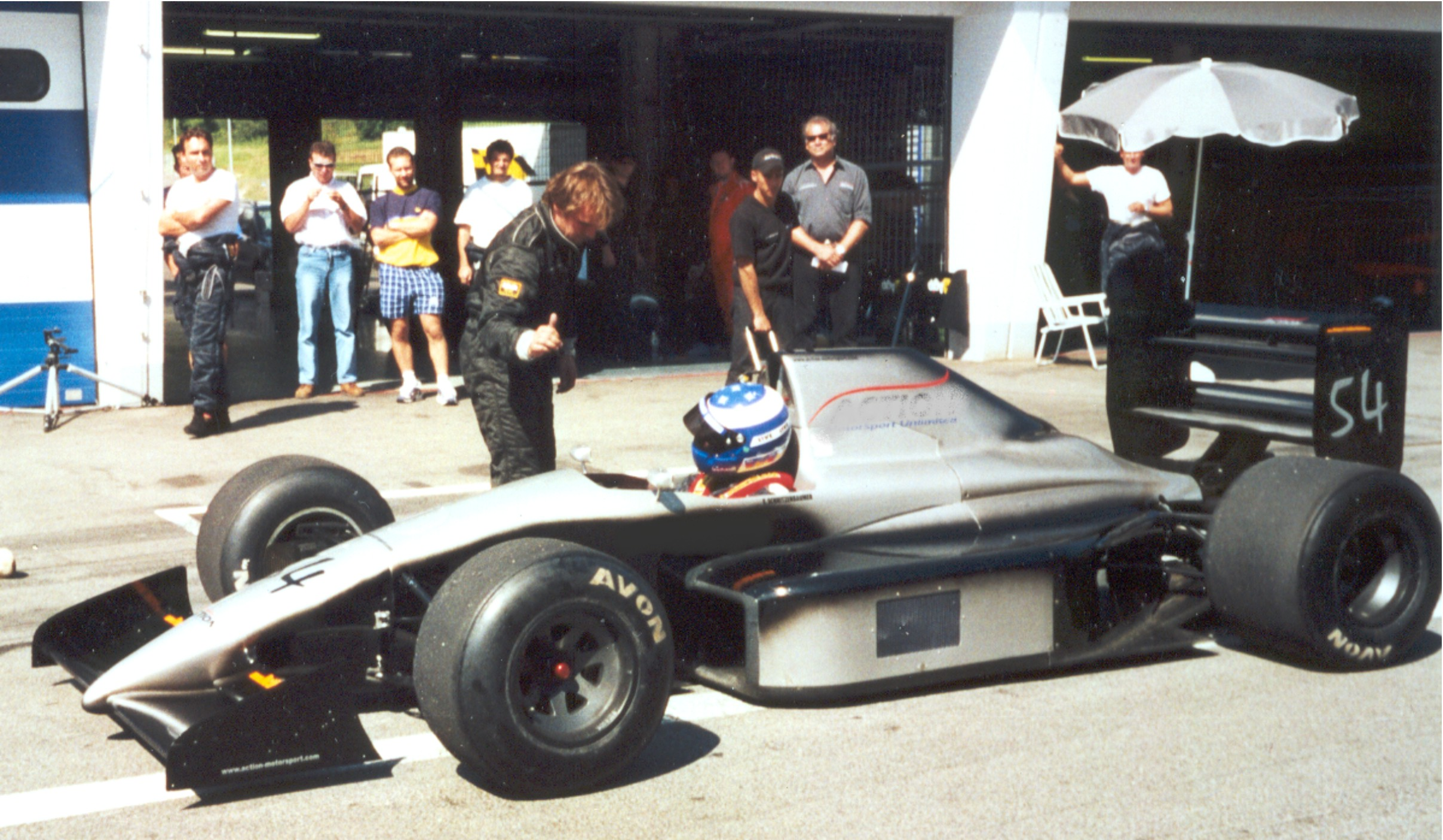
La Coloni C4.

Cette monoplace est inscrite pour toute la saison 1991 mais à chaque Grand Prix, soit seize tentatives, elle échoue toujours aux pré-qualifications. Les piètres résultats de cette voiture mettent un terme à la carrière en Formule 1 du champion de Formule 2 Pedro Chaves.
AGS JH26 Ford 1991
N'a jamais quitté la planche à dessin à cause de la faillite de l'écurie fin 1990.
Jordan 191Y Yamaha 1991

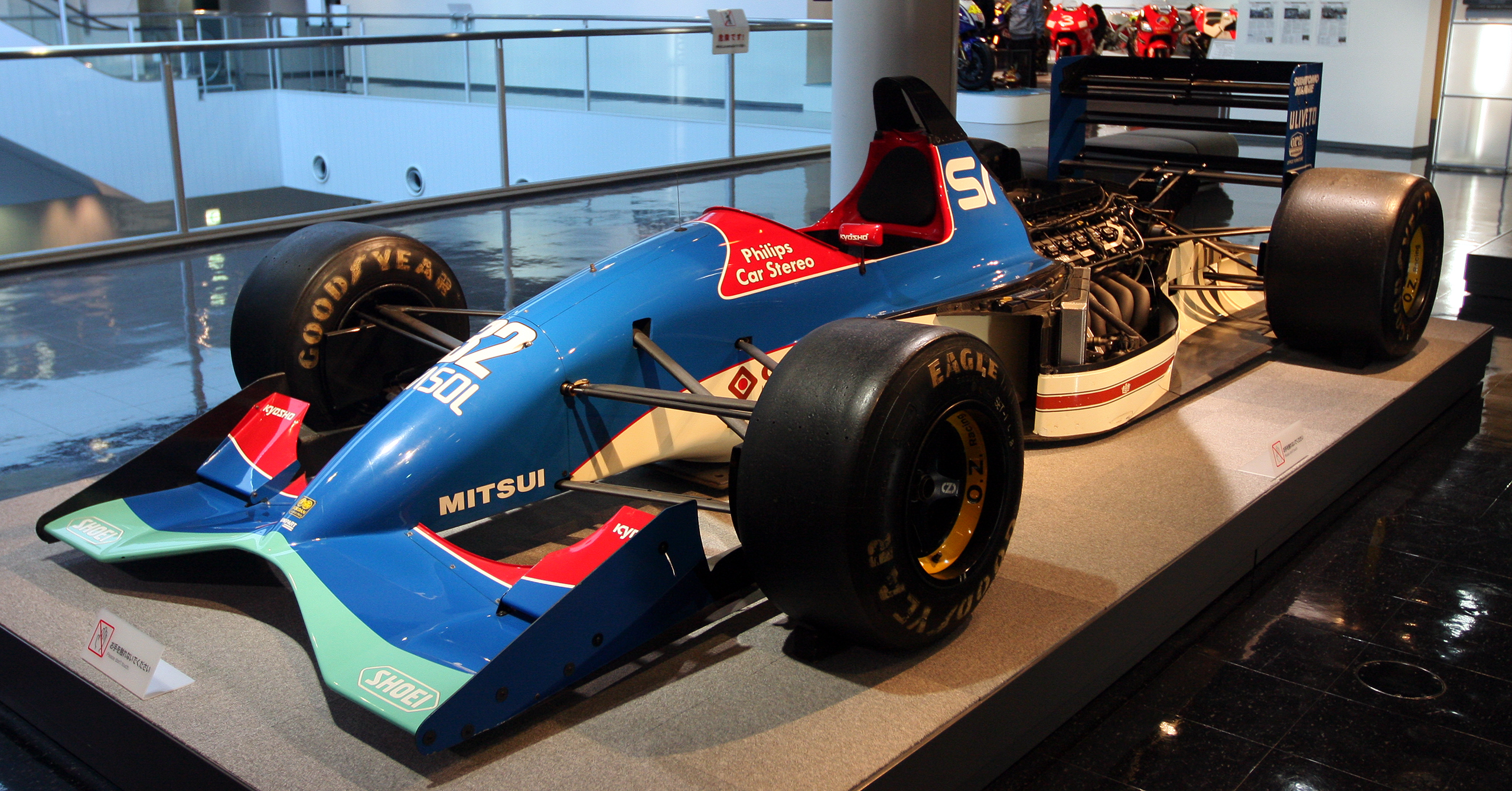
La Jordan 191Y (avec la livrée de la 192).

Mulet testé pendant l'intersaison entre 1991 et 1992.
Ligier JS35B (ou JS35R) Renault 1992

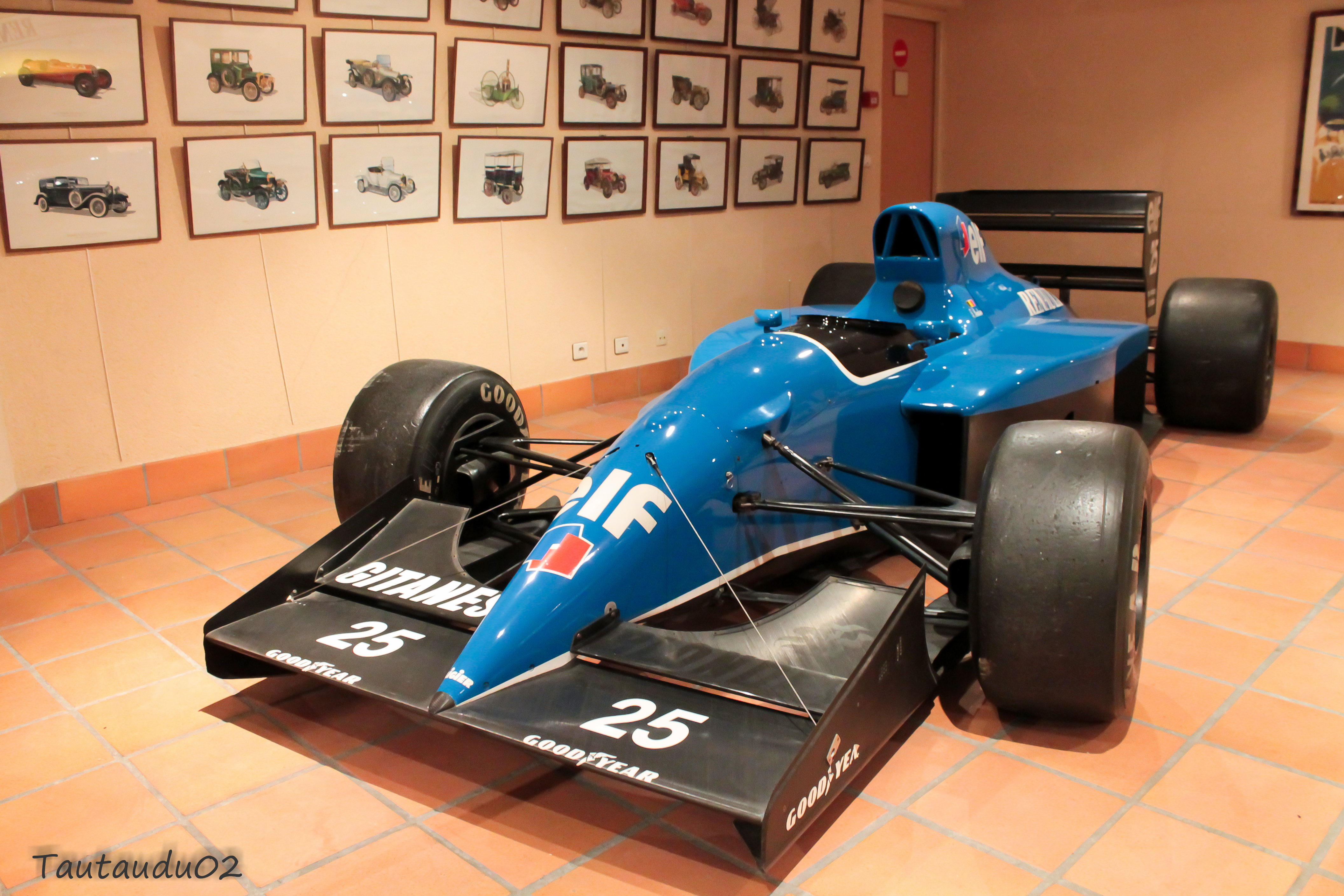
La Ligier JS35B.

À l'origine propulsée par un moteur Lamborghini, cette JS35B est modifiée pour accueillir et tester un bloc Renault au début 1992 avec Emmanuel Collard.
Reynard ??? Yamaha 1992
Tentative de Reynard de concevoir une F1 avec les restes des Pacific, du moteur de la Jordan 191Y et quelques membres de Benetton. En l'absence d'investisseurs, Reynard se tourne avec succès vers l'Indycar.
Lotus 103 Ford 1992
Voiture abandonnée en faveur d'un développement de la Lotus 102C (qui donnera la 102D) lorsque Horst Schubel prend les commandes de Lotus.
McLaren MP4/8B Lamborghini 1992
McLaren devait accueillir les moteurs Lamborhini pour 1993 mais Chrysler (le propriétaire de Lamborghini) fut dur en négociation et le projet tomba à l'eau. Cette monoplace était conçue pour tester le bloc italien avec Ayrton Senna à Estoril.
Brabham BT61Y Yamaha 1992
Yamaha voulait racheter Brabham (alors en très grande difficulté) et ainsi y placer ces V12 dans une monoplace totalement nouvelle. Le président de la firme japonaise s'y oppose et préfère plutôt s'allier à Judd pour développer ses moteurs.
Trebron ??? Judd 1993
Projet initié par le Canadien Norbert Hamy. La structure devait être construite par Mitsubishi (qui construit déjà les châssis Dome de F3000) avec un design aérodynamique radical. Richard Lloyd est engagé en tant que directeur d'équipe. D'abord propulsée par un bloc Judd, l'équipe devait à terme fabriquer ses propres moteurs.
Dhainault ??? Hart 1993
Ancien concepteur pour Andrea Moda, Frédéric Dhainault voulait monter sa propre équipe avec le soutien financier de Rhône-Poulenc et des moteurs Hart provenant du stock d'AGS fraîchement disparues ainsi que des pièces de Brabham qui connurent le même sort.
Bravo S931 Judd 1993
Tentative de la Team Bravo España avec l'aide de Jean-Pierre Mosnier mais il emporte le projet avec sa mort. Le manager de l'équipe devait être Adrian Campos et la monoplace un développement de l'Andrea Moda S921 réalisé par Nick Wirth de Simtek. Nicola Larini et Jordi Gene devaient être pilotes mais on parlait aussi de Pedro de la Rosa et Ivan Arias. Simtek réutilise le travail accompli pour son propre compte.
Brabham ??? 1993
Étude de design préliminaire réalisé par Galmer sur demande du nouveau propriétaire de Brabham, Alan Randall.
Williams VDT FW15C Renault 1993
Voiture expérimentale réalisée pour tester une boîte de vitesses à variation continue (CVT) fabriquée par Van Doorne Transmissie. La voiture était propulsée par un V10 Renault et David Coulthard la testa. Le comportement est très vif, le moteur atteint très vite son régime maximum et la voiture se montre donc très rapide. C'est pour cela que la FIA bannit les CVT pour 1994.
Honda RC100 1993
La RC100, qui a été conçue en respectant le règlement technique en vigueur, aurait pu courir, mais le but de l'opération était de former des ingénieurs. Elle est détruite lors des crash tests.
TOM'S ??? 1993-1994
Le département sportif de Toyota (champion en F3) présenta en octobre 1993 une maquette de monoplace de F1 conçue pour Gordon Coppuck. Elle ne dépasse jamais le stade de la soufflerie. Elle devait accueillir un V8 Ford avant que Toyota ne produise des V10.
Peugeot ??? 1993-1994
Projet d'origine de Peugeot d'entrer en F1 avec ses propres châssis et moteurs, initié par Jean Todt et Jacques Calvet. Cependant, la marque décide de devenir motoriste uniquement.
Ikuzawa HW001 1994
Projet initié par l'ancien pilote de F2 et F3 des années 1960 et 1970 Tetsu Ikuzawa. Peter Windsor devait être manager et Enrique Scalabroni concepteur. Gil de Ferran et Kenny Bräck sont pressentis comme pilotes. Le projet est abandonné et Weber[Qui ?] utilisa les plans de l'écurie pour Stewart Grand Prix en 1996.
Lotus 112 1994-1995
Développement issu de la Lotus 109, elle ne dépasse pas la maquette pour cause de faillite.
Spice ??? 1995
Gordon Spice, patron d'une équipe de course du Groupe C2 voulait créer une équipe de F1 basée en Australie. Le gouvernement local, notamment la ville de Sydney, sont enthousiastes et une extension du circuit d'Eastern Creek est prévue ainsi que la construction d'une usine de voitures particulières attenante à l'atelier de fabrication des F1.
Larrousse LH95 Ford 1995
Cette voiture ne vit jamais le jour à cause des problèmes financiers de l'écurie. Jean Christophe Bouchut et Eric Hélary devaient en être les pilotes.
Vanwall ?? Ford 1995
Quand la firme GKN acheta le nom de Vanwall, elle essaye de retourner en F1 et de signer un partenariat avec Ford pour les moteurs ainsi que Hertz et Coca Cola pour le sponsoring. Mike Earle (ex Onyx) devait être de la partie, de même que Nigel Mansell, Mike Smith (ex-March Engineering) et John Baldwin (ex-Brabham). En fait, c'est Earle qui propose en premier le retour en F1 de Vanwall après que la FIA l'ait sollicité pour fabriquer des châssis de F3000 avec Lola.
Partner F1 1995
Partenariat franco-russe visant à entrer en F1 avec une voiture conçue au Royaume-Uni et un moteur fabriqué en France par MGN. L'équipe devait siéger à Le Vigeant et être soutenue par Yakovlev.
Bugatti F1 1995
La rumeur veut que le millionnaire californien Robert Wachtel voulait ressusciter Bugatti en redonnant vie au passé sportif de la marque ainsi qu'à la fabrication de voitures de route.
DAMS GD01 Ford puis Mugen Honda 1995-1996
Tentative de l'équipe de F3000 DAMS. La boîte de vitesses vient de chez Reynard quand le reste est fabriqué en interne. Erik Comas et Jan Lammers testent la voiture alors mue par un Ford DFR, mais elle s'avère extrêmement lente. Pour la saison 1995, Mugen-Honda fournit les moteurs par la suite.
Pacific PR03 Judd 1996
L'écurie signa un contrat de fourniture avec Judd pour remplacer les V10 Yamaha. Oliver Gavin devait être pilote.
Ligier JS43 Bridgestone 1996

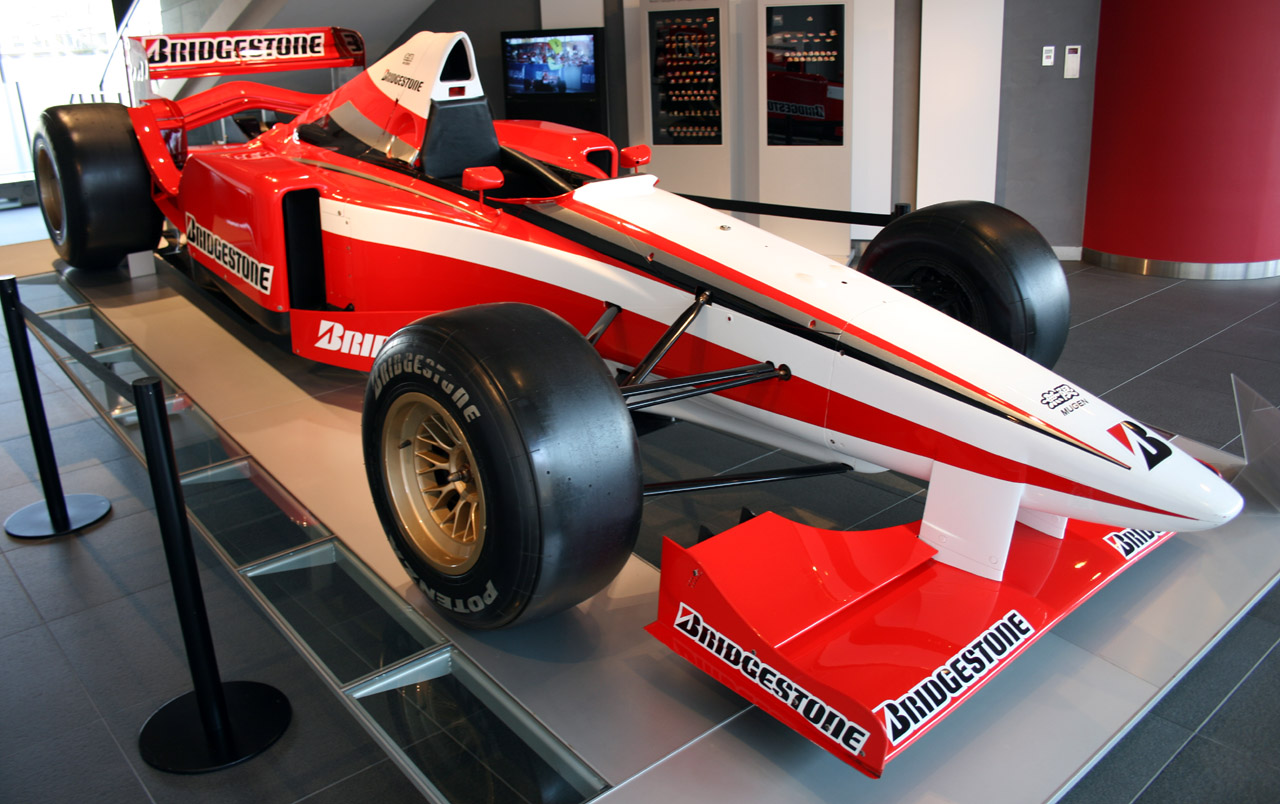
La Ligier JS43 Bridgestone.

Damon Hill teste une Ligier JS43 Mugen-Honda à Suzuka pour le compte de Bridgestone, fin 1996. Il la détruit au bout de quelques centaines de mètres seulement.
Humpuss ??? Lamborghini 1996
Hutomo Mandala Putra, fils du président malaisien de l'époque[pas clair] voulait lancer sa propre écurie de F1 lorsqu'il acheta Lamborghini sur la base de son écurie locale Humpuss Racing Indonesia et ainsi lancer la carrière de Rio Haryanto.
Lola T95/30 Ford 1996
Nouvel échec de Lola après la T94/30. Testée par Allan McNish.
Dome F105 Mugen Honda 1996
Projet très sérieux du fabricant japonais de monoplaces. Testé par Marco Apicella sur de nombreux circuits nippons ainsi que par Michael Krumm et Shinji Nakano.
Durango P01 Hart 1996
L'équipe de F3000 et GP2 Durango voulait tenter l'aventure dans la discipline reine avec des V8 Hart et le coup de volant de Christian Pescatori. Le projet reste au point mort et l'équipe en F3000.
Dome F106 1997
Projet avorté par le manque de financement et le refus de Mugen de fournir les moteurs.
Lola T97/30 Ford 1997

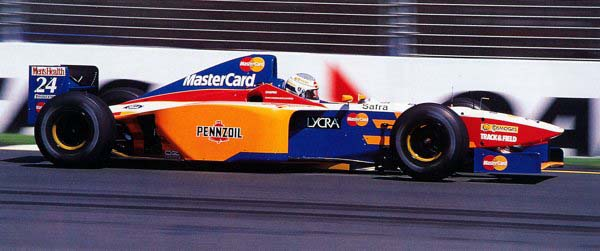
La Lola T97/30.

Eric Broadley voulait construire une monoplace en moins de deux mois, avec le soutien de Mastercard. Vincenzo Sospiri et Ricardo Rosset ne parvirent jamais à la qualifier.
Reynard ??? 1997
Rumeurs voulant que l'équipe retente encore son entrée en F1 quand Jacques Villeneuve, son manager Craig Pollock et son conseiller financier se lièrent avec elle.
Arrows A18 Volvo 1997
Rumeur qui voulait que l'ancien pilote de BTCC et directeur d'écurie Tom Walkinshaw aille en F1 chez Arrows et que les moteurs Hart seraient rebadgés Volvo. Kenny Bräck devait également être pilote. Walkinshaw et Arrows s'associèrent finalement avec Yamaha et le champion du monde Damon Hill.
Shannon ??? 1998
Équipe italienne de F3000 et F3 qui voulait s'allier avec Minardi.
Stefan T97/30 1998
Tentative de Zoran Stefanovic de faire rouler les Lola T97/30.
Williams FW21B BMW 1999
Mulet pour tester le V10 BMW avec Jörg Müller à Miramas.
Honda RA099 1999

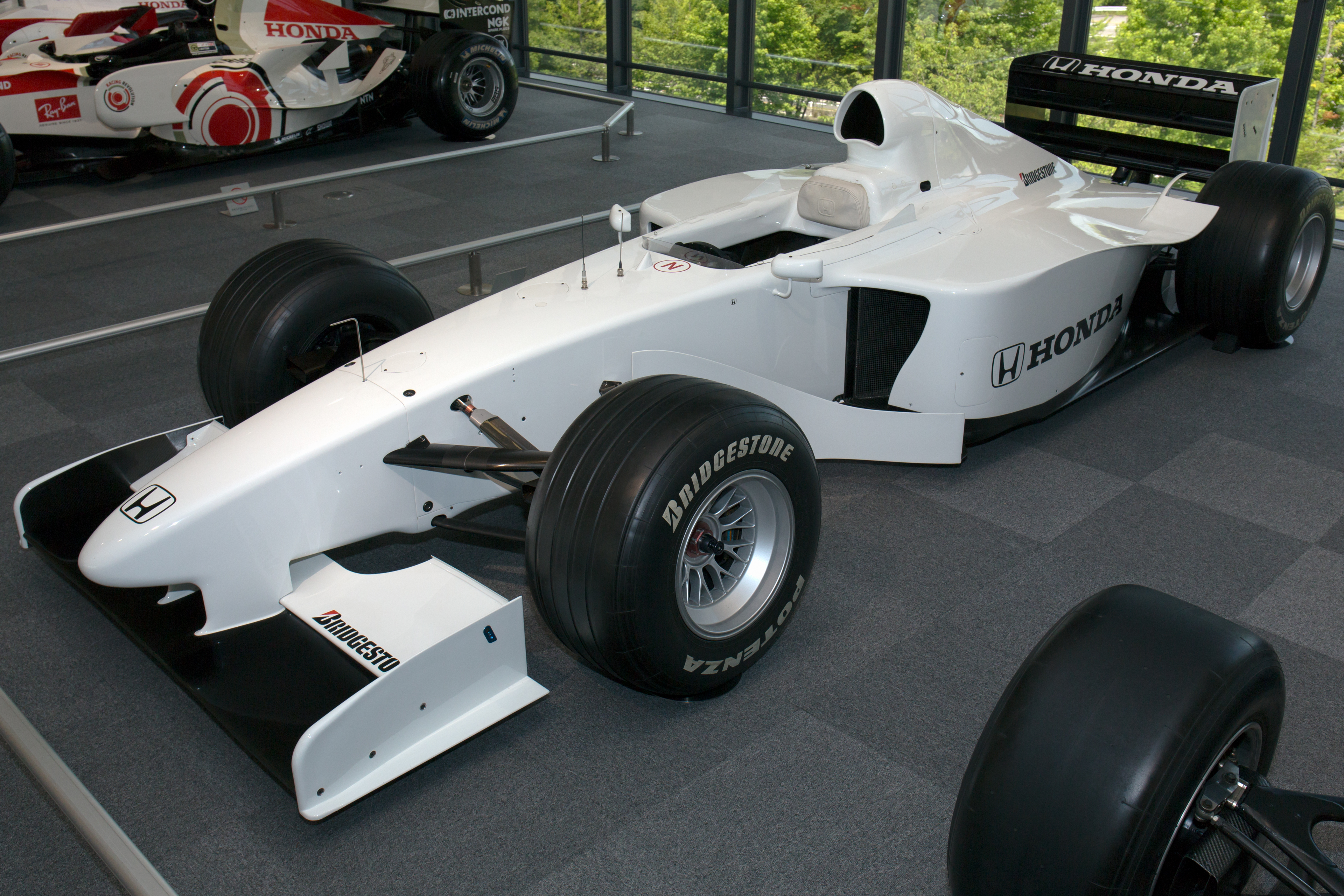
La Honda RA099.

Mulet avec un châssis Dallara pour préparer le retour de Honda en 2000. Pilotée par Jos Verstappen à Vairano et Jerez. En plus du Néerlandais, Mika Salo était pressenti pour la piloter mais quand Harvey Postlethwaite, alors membre important de l'équipe, meurt, Honda renonce à ce projet malgré des essais encourageants.

## Années 2000
Arrows A21 AMT 2000
Arrows à moteur AMT testée pendant trois jours par Pedro de la Rosa et Jos Verstappen à Valencia afin de remplacer les Renault Supertec. Le moteur AMT est un V10 Peugeot rebadgé.
Toyota TF101 2000-2001

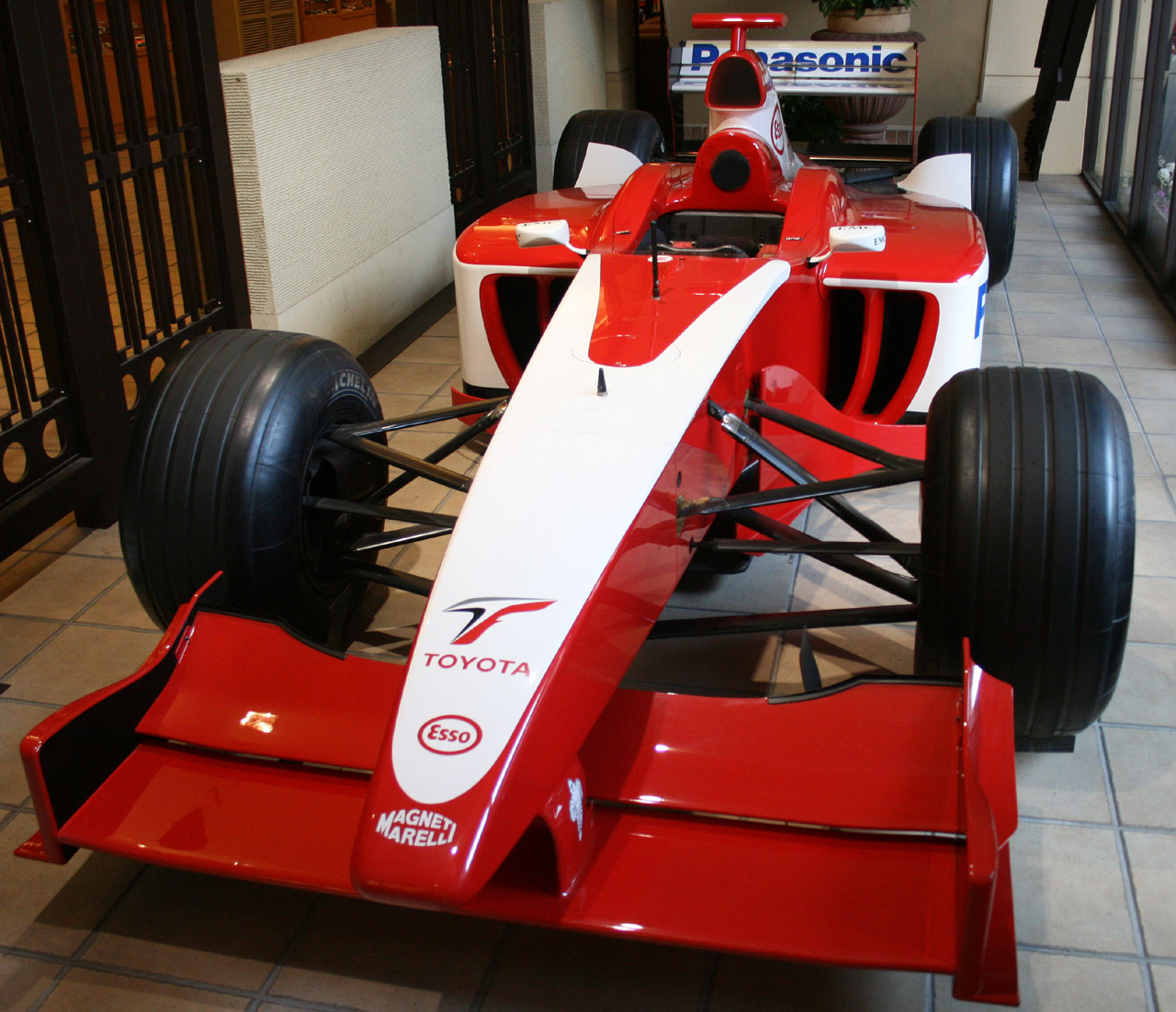
La Toyota TF101.

Voiture de test pilotée par Allan McNish et Mika Salo afin de préparer l'entrée de Toyota en F1 l'année suivante.
McLaren MP4-18 Mercedes 2003

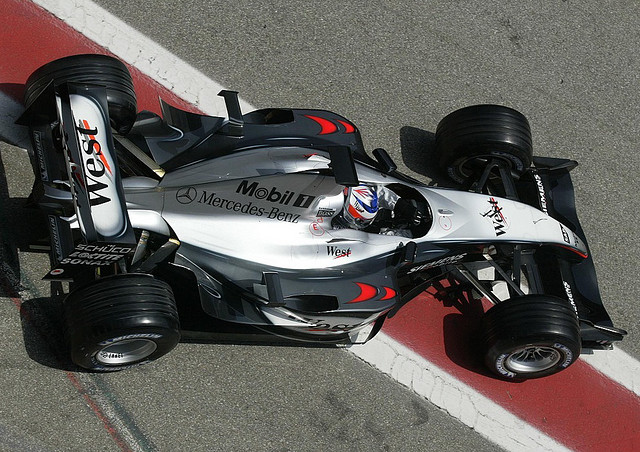
La McLaren MP4-18.

Dessinée par Adrian Newey, elle était très innovante et devait arriver à la mi-saison en 2003. Elle échoue aux crash tests et se révèle plus lente que le modèle précédent. Elle est testée notamment par Alexander Wurz et Pedro de la Rosa.
Minardi PS04 Cosworth 2004
Développement de l'Arrows A23 achetée par Paul Stoddart. Après quelques tests avec Antônio Pizzonia et Matteo Bobbi, l'équipe décide de développer plutôt la PS03 en ainsi la nommer PS04B.
Ferrari F2004M-V8 2005
Ferrari F2004 modifiée pour accueillir le V8 de 2006. Testée pendant l'été 2005 par Marc Gené.
McLaren MP4-20B Mercedes 2005
Mulet pour tester le moteur V8 de 2006 pendant l'été 2005 avec Pedro de la Rosa.
BAR 04 Concept Car 2005
Lors de l'intersaison 2003-2004, BAR utilise la 04 Concept Car, une version modifiée de la 005, comportant notamment une livrée noire et grise et le moteur Honda RA004E de la saison suivante. La 04 Concept Car est pilotée par Jenson Button et Takuma Satō.
BAR 007B 2005
Mulet pour tester le V8 Honda de 2006 avec Anthony Davidson.
Williams FW27B BMW 2005
Mulet pour tester le V8 de 2006.
Williams FW27C Cosworth 2005
Mulet pour tester le V8 pour 2006 après la signature du contrat avec Cosworth. Mark Webber, Nico Rosberg, Alexander Wurz et Narain Karthikeyan en sont les pilotes d'essais.
Sauber C24B BMW 2005
Mulet pour tester le V8 de 2006 et préparer l'entrée de la marque bavaroise en F1 en tant que constructeur la même année. Pilotée par Nick Heidfeld puis Jacques Villeneuve.
Toyota TF105.5 2005
Mulet pour tester le V8 pour 2006 avant la fabrication de la TF106.
Jordan EJ15B V8 Toyota 2006
Modification de la Jordan EJ15B pour monter à la direction de Midland que le V10 bridé est meilleur que le V8.
Ferrari 248 2006
Testée à Fiorano.
Williams FW28B Toyota 2006
Voiture de tests en attendant la saison 2007. Narain Karthikeyan et Kazuki Nakajima la pilotent.
Spyker F8-VIIB Ferrari 2007

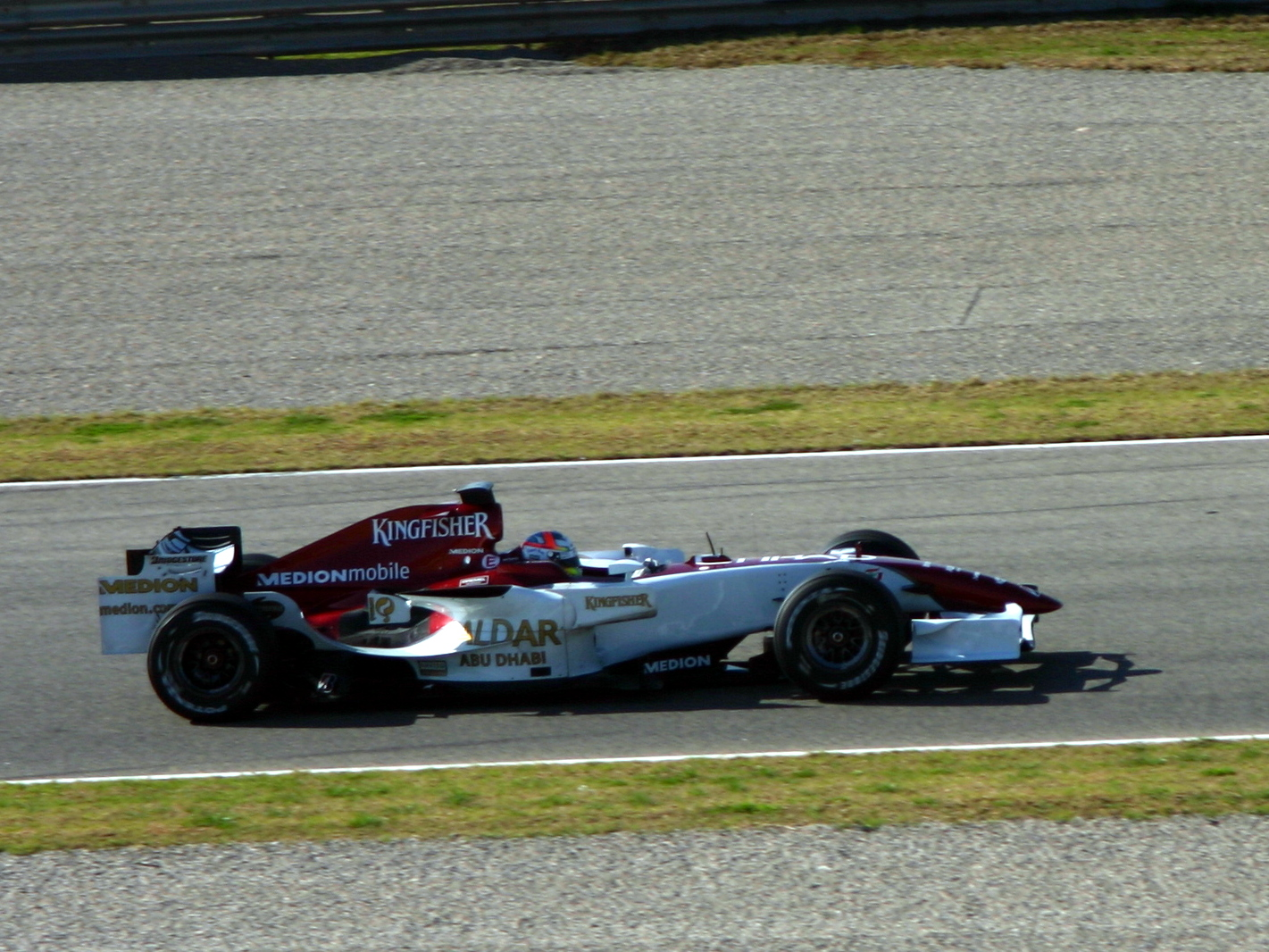
Spyker F8-VIIB.

Voiture testée par la nouvelle venue, Force India, afin de se préparer pour 2008.
Super Aguri SA07B Honda 2008
Voiture basée sur la Honda RA106 est testée en janvier 2008.
Ferrari F2008K 2008
Ferrari F2008 modifiée pour développer le KERS. Elle était dépourvue de déflecteurs et autres pièces aérodynamiques interdites pour 2009. Ses pilotes sont Luca Badoer et Marc Gené.
McLaren MP4-23K Mercedes 2008

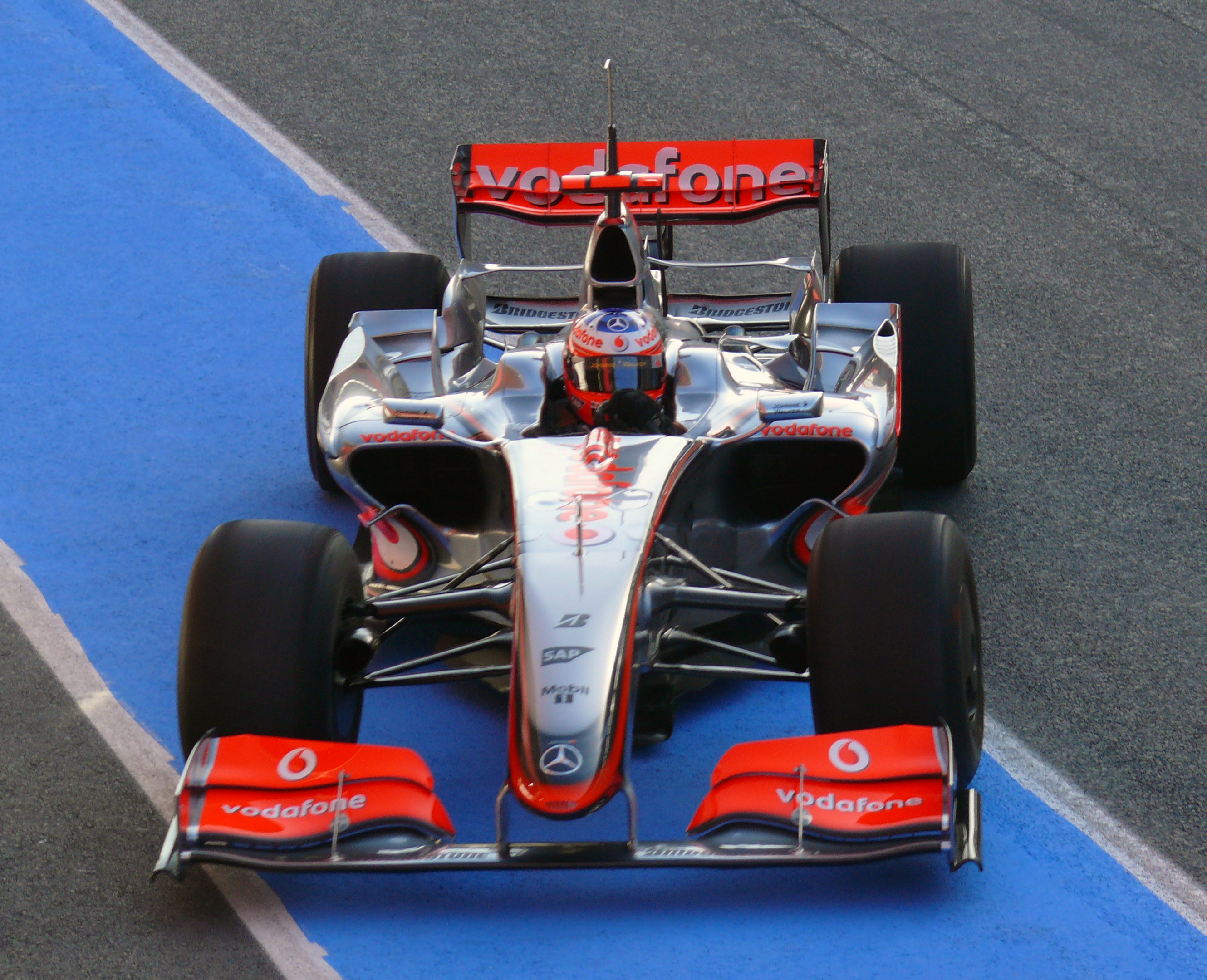
McLaren MP4-23K.

McLaren MP4-23 modifiée pour être conforme au règlement aérodynamique de 2009 et pour tester le KERS. Ses pilotes sont Pedro de la Rosa et Gary Paffett.
BMW Sauber F1.08B 2008
Modification de la BMW Sauber F1.08 pour tester le KERS à Jerez, un ingénieur fut d'ailleurs électrocuté pour la monoplace dans la pitlane. Ses pilotes sont Christian Klien et Marko Asmer.

## Années 2010
Toyota TF110 2010
Voiture conçue avant la décision de Toyota de se retirer de la F1. Les deux modèles produits furent rachetés par Zoran Stefanovic pour son écurie Stefan GP.
Scorpion Racing 2013
Un consortium nord-américain se présente pour racheter HRT mais la FIA leur a demandé d'attendre 2014, ce qui était trop tard.
McLaren MP4-29H 2014

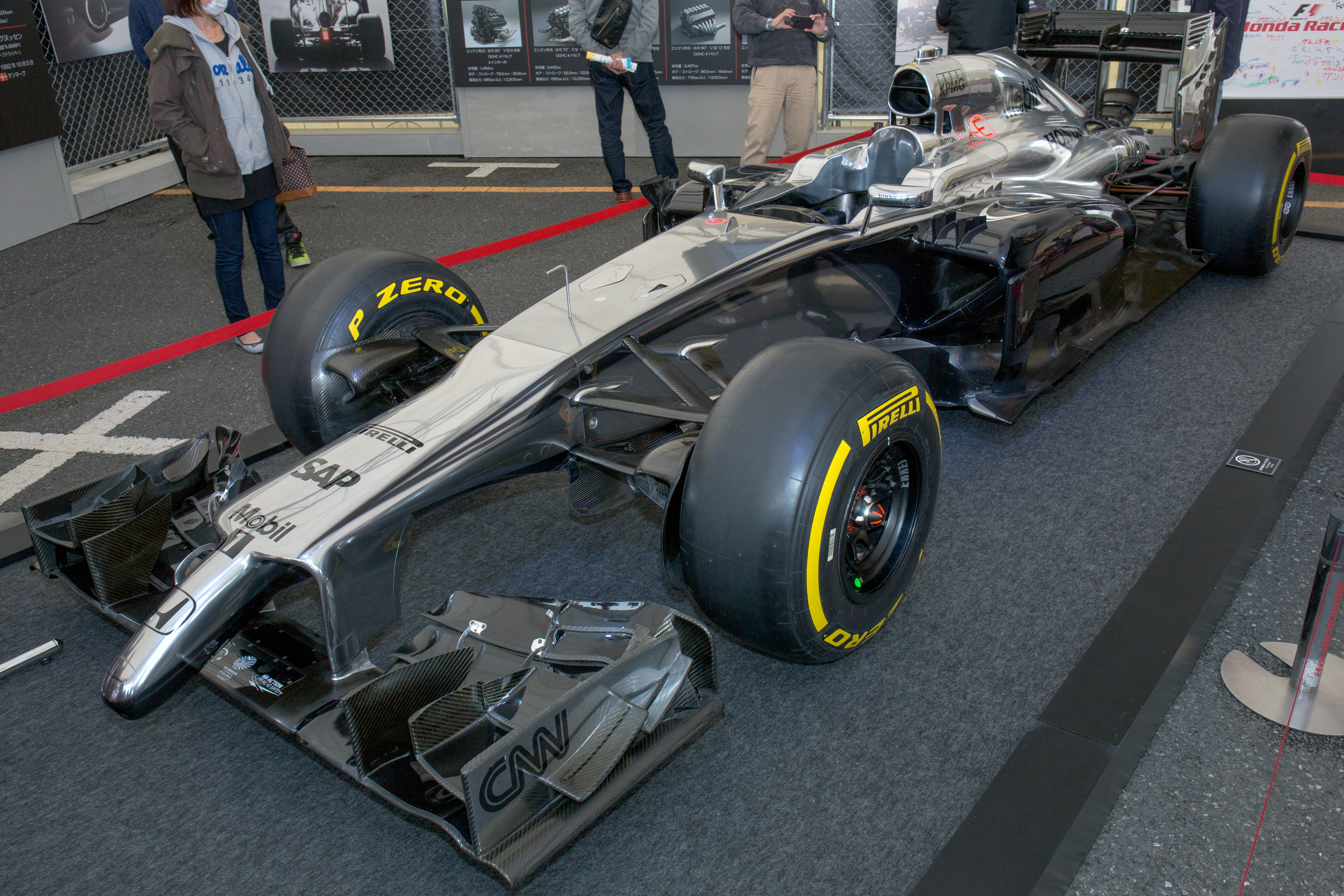
McLaren MP4-29H.

McLaren MP4-29 destinée à tester le moteur Honda pour 2015. Stoffel Vandoorne en est le pilote.
Sauber C34B 2016
Sauber C34 utilisée pour les essais hivernaux à Barcelone et mue par le moteur Ferrari de 2016. Elle est pilotée par Marcus Ericsson et Felipe Nasr.
Manor MRT07 2017
À la suite de la faillite de Manor Marussia, le développement de la monoplace de 2017 est interrompu, faute de repreneur. Il s'était arrêté à la fabrication d'un modèle réduit pour soufflerie.